# Liste von Elektro-Nutzfahrzeugen
Die folgende Liste von Elektro-Nutzfahrzeugen enthält batterieelektrische Lastkraftwagen, Omnibusse, Kleintransporter, Kleinlastkarren und Personentransportkarren, die sich in Produktion befinden oder befanden und auf einigen Märkten der Welt bereits eingeführt sind.
Versuchsträger, Prototypen, Demonstrationsfahrzeuge, Rekordfahrzeuge und Entwicklungsvorhaben, soweit sie sich auf Nutzfahrzeuge beziehen, finden sich ebenfalls hier in dieser Liste. Nutzfahrzeuge, die sich in der Entwicklung befinden oder deren Serienproduktion im Anlaufen begriffen ist, werden hier in einem eigenen Unterabschnitt tabellarisch dargestellt.
Hingegen sind in endgültiger Serie bereits produzierte Elektroautos, die entweder in den Hersteller-Eigenvertrieb oder in den regulären Handel gelangen, in der Liste von Elektroautos in Serienproduktion zusammengetragen. Versuchsträger, Prototypen, Demonstrationsfahrzeuge, Rekordfahrzeuge und Entwicklungsvorhaben bei Autos finden sich in der Liste von Elektroauto-Prototypen. Hierzu gehören auch Vorserienautos. Elektro-Rennwagen werden in einem Extra-Abschnitt in dieser Liste geführt. Elektro-Nutzfahrzeug-Prototypen sind nicht bei den Elektroauto-Prototypen gelistet.
Brennstoffzellenfahrzeugmodelle und Hybridfahrzeugmodelle werden in den untenstehenden Tabellen nicht geführt. Was Hybridfahrzeugmodelle anbelangt, so möge auf die Liste der Hybridautomobile in Serienfertigung Bezug genommen werden. Für Brennstoffzellenfahrzeugmodelle, die als Prototypen oder Konzeptfahrzeuge bereits gebaut wurden, sei auf Brennstoffzellenfahrzeug#Erhältliche Brennstoffzellen-Fahrzeuge und Konzeptfahrzeuge als Bezugspunkt für eine Auflistung verwiesen.
Solarmobile, darunter Solarautos, die für den Straßenverkehr bestimmt sind, bilden eine Sonderkategorie; sie werden nicht hier, sondern in der Liste von Solarfahrzeugen aufgeführt. Straßentaugliche batterieelektrische Autos, an deren Außenflächen Photovoltaik-Systeme angebracht sind, werden den Solarautos zugerechnet. Elektro-Dreiräder werden, sofern sie wie Autos, nicht wie Motorräder gelenkt werden, ausnahmsweise in dieser Liste geführt, obwohl sie per definitionem keine „Autos“ sind.

## Derzeit in Produktion befindliche, im Handel erhältliche Elektro-LKWs, -Omnibusse, -Transporter und -Radlader

### A
- ABT eLine
  - Modell ABT eCab (VW T6-Umbau) Das ohne Aufsätze 3,9 Tonnen wiegende batterieelektrische Lastkraftwagenmodell ist vom Tuner ABT Sportsline in Zusammenarbeit mit dem Fahrgestellspezialisten AL-KO Kober entwickelt worden. VW-T6-Triebkopf und -Fahrgestell bilden eine Einheit bei dem neuen Elektro-Lastkraftwagen.[1]
  - Modell e-Transporter (VW T6-Umbau) im Großserienbau ab 2019.
  - Modell e-Caddy (VW Caddy-Umbau) im Großserienbau ab 2019.

- ALEES
  - Modell ALEES AEVB-A1S, ein Nahverkehrsbus mit LiFePO4-Wechselbatterie, 12 m lang mit 22 Sitzplätzen, 23 Stehplätzen, 70 km/h Höchstgeschwindigkeit.
  - Modell ALEES AEVB-R2S, ein Nahverkehrsbus mit LiFePO4-Wechselbatterie, 8,33 m lang mit 19 Sitzplätzen, 15 Stehplätzen, 70 km/h Höchstgeschwindigkeit.

- Allied Vehicles
  - Modell Allied Vehicles eBipper Car (Peugeot Bipper Tepee-Umbau)
  - Modell Allied Vehicles eBipper Van (Peugeot Bipper-Umbau)
  - Modell Allied Vehicles eBoxer Van (Peugeot Boxer-Umbau)
  - Modell Allied Vehicles eExpert Car (Peugeot Expert Tepee-Umbau)
  - Modell Allied Vehicles eExpert Van (Peugeot Expert-Umbau)
  - Modell Allied Vehicles eMonarch Minibus (Peugeot Boxer Minibus-Umbau)
  - Modell Allied Vehicles ePartner Car (Peugeot Partner Tepee-Umbau)
  - Modell Allied Vehicles ePartner Van (Peugeot Partner-Umbau)

- Alvarez Electric Motors
  - Modell Alvarez EcoTruck
  - Modell Alvarez EcoVan

- American Electric Vehicles
  - Modell AEV eShuttle

- AMZ-Kutno
  - Modell AMZ City Smile CS10E

- Anhui Ankai Automobile
  - Modell AnKai HFF6101K10EV, ein Reisebus mit 45+1+1 Sitzplätzen, circa 16 t schwer, 10,5 m lang, Lithium-Ionen-Traktionsbatterie 538 V 585 Ah, 100 km/h Höchstgeschwindigkeit
  - Modell AnKai HFF6123G03EV-2, ein Nahverkehrsbus mit 38+1 Sitzplätzen, circa 18 t schwer, 12 m lang, Lithium-Ionen-Traktionsbatterie 624 V 480 Ah, 70 km/h Höchstgeschwindigkeit
  - Modell AnKai HFF6700BEV, ein Universalbus mit 16+1 Sitzplätzen, circa 6,5 t schwer, 7,03 m lang, Lithium-Ionen-Traktionsbatterie 500 V 200 Ah, 100 km/h Höchstgeschwindigkeit

- ARI Motors
  - Modell ARI 901, ein Elektro-Transporter mit 2 Sitzplätzen, rund 900 kg Zuladung und 4 Aufbauten: Kastenwagen, Kofferaufbau, Pritsche und Kipper
- Ashok Leyland
  - Modell Ashok Leyland Circuit BEV[2]

- Asiastar Bus
  - Modell Asiastar YBL6127, ein Nahverkehrsbus, 12 m lang mit 33 Sitzen plus 6 Klappsitzen plus Platz für zwei Rollstühle, ausgestattet mit einer 320-kWh-Lithium-Ionen-Batterie, die 250 km Reichweite ermöglichen soll.[3]

- Avant Tecno
  - Modell Avant e5, ein kleiner Radlader[4]

### B
- Balqon Corporation
  - Modell Balqon Nautilus XE20, eine zweiachsige 200 PS starke 30-Tonner-Zugmaschine für Häfen etc., Höchstgeschwindigkeit 45 km/h.
  - Modell Balqon Nautilus XE30, eine dreiachsige 300 PS starke 30-Tonner-Zugmaschine, Höchstgeschwindigkeit 72 km/h (45 mph).
  - Modell Balqon Mule M100, ein etwa 13,5-Tonner-Lastwagen[5]
  - Modell Balqon Mule M150, ein 7-Tonner-Lastwagen

- Beijing Automotive Industry
  - Modell Beijing Auto Weiwang 306 BJ5020XXYV3R-BEV, ein 4,03 m langer zweisitziger Liefertransporter, etwa 2 t schwer, mit 93 km/h Höchstgeschwindigkeit
  - Modell Beijing Auto Weiwang 306 BJ6400L3R-BEV, ein 4,03 m langer siebensitziger Kleinbus, etwa 2 t schwer, mit 93 km/h Höchstgeschwindigkeit

- Beiqi Foton Motor
  - Modell AUV BJ6123EVCA, ein 11,85 m langer Nahverkehrsbus mit 26 Sitzen plus einem Fahrersitz, mit Rollstuhlplatz, Lithium-Ionen-Traktionsbatterie 395 V 360 Ah für eine Reichweite von mindestens um 200 km
  - Modell Foton Toano EV

- Bluebird Automotive
  - Modell Bluebird QEV70, 11,9 kW, 45 km/h, 64 km Reichweite
  - Modell Bluebird XDV, 90 km/h, 95 km Reichweite

- Bluekens
  - Modell BlueCoach

- Groupe Bolloré
  - Modell Bolloré Bluebus Électrique (war vormals Microbus Gruau Électrique, wobei der den Bus produzierende Firmenteil der Group Gruau von Bolloré aufgekauft wurde), ein 21-Personenbus mit 120 km Reichweite

- B-ON (im Design des Streetscooter)
  - B-ON Max
  - B-ON Giga

- Bozankaya (siehe auch Sileo)
  - Modell TCV Sileo, ein Nahverkehrsbus, 10,7 m lang mit 26 Sitz- und 58 Stehplätzen, ausgestattet mit LiFePO4-Akkus mit Yttrium-dotierten Kathoden mit einer Ladekapazität von 270 kWh (davon 200 kWh nutzbar), die eine Reichweite von 200 km ermöglichen.[6][7][8][9]

- Brabus
  - Modell Brabus Conference Lounge Sprinter EV[10]

- BredaMenarinibus
  - Modell BredaMenarinibus ZEUS, ein Nahverkehrsbus für 22 Personen mit 7 Sitzplätzen, der mittels Lithium-Ionen-Batterien über eine Reichweite von 120 km verfügt.

- Bremach
  - Modell Bremach T-Rex[11]

- BrightDrop
  - BrightDrop Zevo

- BYD Auto
  - Modell BYD C9
  - Modell BYD K9 eBUS-12s[12][13]
  - Modell BYD K9 eBUS-12d[14]
  - Modell BYD K9 eBUS-18s[15][16]
  - Modell BYD K12A eBUS[17]
  - Modell BYD Q1M
  - Modell BYD T3
  - Modell BYD T5[18]
  - Modell BYD T7
  - Modell BYD T9

### C
- Carbridge
  - Modell Carbridge Toro[19]

- Changjiang Electric Vehicles
  - Modell Changjiang eBOSS FDC6750, ein mehr als 6,5 m langer Bus für 10 bis 25 Passagiere, je nach Konfiguration, Höchstgeschwindigkeit 130 km/h, je nach Batterieausstattung mit Reichweiten von 200 bis 450 km
  - Modell Changjiang eGLORY, ein mehr als 6 m langer Transporter

- Chanje Energy
  - Modell Chanje V8070, ein Transporter
  - Modell Chanje V8100, ein Transporter

- Chengdu Bus
  - Modell ShuDu CDK6122CA1BEV, ein 12 m langer Nahverkehrsbus für 60 Passagiere, circa 18 t schwer inklusive Traktionsbatterie, 80 km/h Höchstgeschwindigkeit

- China National Heavy-Duty Truck Howo Bus
  - Modell CNHTC JK6129GBEV[20]

- China-Rising Motors Industrial
  - Modell Zhongshang ZS6121BEV, ein 11,8 m langer batterieelektrisch angetriebener Nahverkehrsbus mit 29 Sitzplätzen und 51 Stehplätzen, 17,3 t schwer inklusive Traktionsbatterie, 50 km/h Höchstgeschwindigkeit

- CityFreighter
  - Modell CityFreighter CF1, 6,8 Meter langer Kleinlastwagen mit Kastenaufsatz, 5 Tonnen Gesamtgewicht, Tiefrahmenfahrwerk

- Citroën
  - Modell Citroën Berlingo Electric L1 635 LX (zweite Baureihe, zweites Facelift)[21]
  - Modell Citroën Berlingo Electric L2 550 LX (zweite Baureihe, zweites Facelift)[22]
  - Modell Citroën ë-Jumpy BEV (in einigen Ländern: Citroën ë-Dispatch BEV), ein kleinerer Transporter[23]

- Complete Coach Works
  - Modell Complete Coach Works ZEPS Bus

- Cobus Industries
  - Modell Cobus 2500e (auch als „e.Cobus“ und als „2500EL“ bezeichnet), ein Flughafen-Vorfeldbus, der auch im regionalen öffentlichen Nahverkehr eingesetzt werden kann, ausgestattet mit einer Lithium-Ionen-Traktionsbatterie von 150 kWh sowie 24 Sitz- und 42 Stehplätzen für Fahrgäste. Die Reichweite beträgt etwa 150 km.
  - Modell Cobus 3000e Der Bus ist für 112 Personen zugelassen. Die Reichweite beträgt 85 km.
  - Modell Cobus e-COBIT 3000 Bis zu 110 Passagiere können in diesem batterieelektrisch angetriebenen Flughafen-Vorfeldbus Platz nehmen.

### D
- Dongfeng Motor Corporation
  - Modell Dongfeng EQ5031ZXXBEVAC, ein Kleinlastwagen mit Traktionsbatterie 320 V 100 Ah, 3,49 t schwer inklusive Traktionsbatterie (ohne Aufsatz), erhältlich etwa mit Pritschen- oder Kastenaufsatz, 80 km/h Höchstgeschwindigkeit
  - Modell Dongfeng EQ6102BEVL1, ein 10,4 m langer batterieelektrischer Bus für 76–84 Passagiere, mit LiFePO4-Traktionsbatterie 563,2 V 320 Ah, Gewicht 16,5 t inklusive Batterie, 69 km/h Höchstgeschwindigkeit
  - Modell Dongfeng Tianyi EQ6100EBV, ein 10,5 m langer Nahverkehrsbus für 78 Passagiere mit einem maximalen zulässigen Gesamtgewicht von 18 t, mit einer LiFePO4-Traktionsbatterie 380 V für 200–230 km Reichweite, mit 100 kW Motornennleistung, 150 kW Spitzenleistung, 635 Nm Nenndrehmoment sowie einer Höchstgeschwindigkeit von 65–80 km/h (elektronisch abgeregelt)[24][25]
  - Modell Dongfeng Rich 6 EV (= Dongfeng Ruiqi 6 EV), ein Pickup[26][27]
  - Modell Dongfeng Yu'an Xiaokang EQ1020
  - Modell Dongfeng Yu'an Xiaokang EQ1021
  - Modell Dongfeng Yu'an Xiaokang EQ5021
  - Modell Dongfeng Yu'an Xiaokang EQ6380[28]
  - Modell Dongfeng Yu'an Xiaokang EQ6400

### E
- Ebus
  - Modell Ebus Electric 40-foot, ein 12 m langer Niederflur-Nahverkehrsbus

- Ebusco
  - Modell Ebusco Solobus, ein Niederflur-Nahverkehrsbus mit Elektroantrieb und 311-kWh-Lithium-Eisen-Phosphat-Traktionsbatterie mit einer Reichweite von angeblich 300 km

- Eco City Vehicles
  - Modell Eco City Vehicles eVito (Mercedes-Benz Vito-Umbau)

- EFA-S Elektrofahrzeuge Schwaben
  - Modell EFA-S E-VW-T5 (Volkswagen T5-Umbau)
  - Modell EFA-S UPS P80-E (Norscot UPS P80-Umbau)

- Effedi
  - Modell Effedi ElettrOne FD 32, ein 3,2-Tonnen-Lastkraftwagen mit 17,5-kW-Elektroantrieb, einer Höchstgeschwindigkeit von 50 km/h und einer Reichweite von 70 km. Das Fahrzeug ist mit Blei-Gel-Batterien 78 V 450 Ah ausgestattet und kann eine Nutzlast von 1,315 Tonnen aufnehmen. Dieses Modell gibt es wahlweise als bloßes Chassis (das heißt ohne Aufsätze) oder mit Pritsche oder mit Güterlore.[29][30]

- E-Force One
  - Modell E-FORCE ONE ETS18 (Iveco Stralis Chassis-Umbau, 18 t, 300 kW Leistung, Reichweite von 200 bis 300 km und 240-kWh-Batterien.)[31]

- Electriccars
  - Modell Electriccars ERV2 Road Vehicle, ein Zweitonner

- Electric Vehicles International
  - Modell EVI MD
  - Modell EVI WI

- Electrorides Inc.

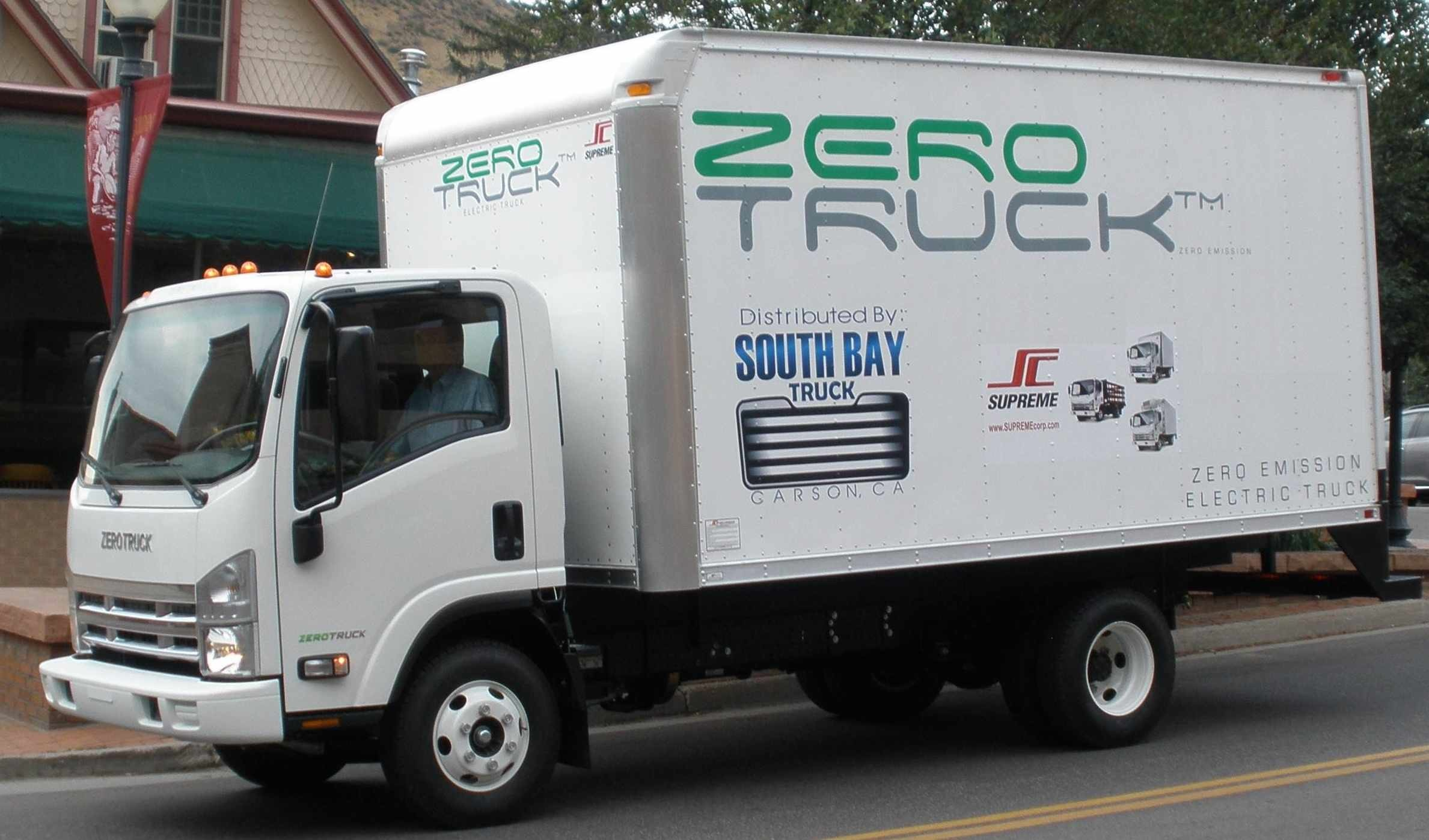
Electrorides Zero Truck

  - Modell Electrorides Zero Truck (Isuzu-N-Baureihe-Umbau)

- emobile-transporter
  - Modell Opel Vivaro, elektrifiziert durch die Firma emobile-transporter aus Offenbach.[32] Der Verkaufsstart war für November 2017 geplant.

– Vivaro Kastenwagen L2. Wahlweise als H1 oder H2 bestellbar. Angetrieben mit einer modular aufgebauten Lithium-Nickel-Mangan-Kobalt Batterie (Zellformat 21700) in den Größen 43 kWh, 63 kWh und 76 kWh.

– Vivaro Combi, Combi+ und Tour mit demselben Antrieb wie der Vivaro Kastenwagen.
- Enova Systems
  - Modell Enova Systems ZE Stepvan

- Eurabus (Euracom Group)
  - Modell Eurabus 600,[33][34] ein 12 m langer Nahverkehrsbus für maximal 86 Passagiere, ausgestattet mit einer Lithium-Ionen-Traktionsbatterie 346 V sowie mit 130kW-Ziehl-Abegg-Radnabenmotoren, Energieverbrauch des Busses: weniger als 100 kWh/100 km, Reichweite: 250–300 km, mit Batterie-Ergänzungspack: 400 km

- EVdrive från altiTruck
  - Modell EVdrive Nissan Cabstar 3,5 T (Nissan Cabstar 3,5-t-Umbau)

- EV-Fleet
  - Modell EV-Fleet Condor[35]

### F
- FAAM
  - Modell FAAM Jolly 2000 Elettrico Litio, Lastwagen, Gewicht: 2,08 Tonnen, maximale Zuladung: 1,42 Tonnen, maximales Gesamtgewicht: 3,5 Tonnen, Antriebsleistung: 30 kW (60 kW Spitze), Höchstgeschwindigkeit: 80 km/h, Traktionsbatterietyp: LiFePO4 256 V 160 Ah, Reichweite: 100 km, Verbrauch: 28 kWh/100 km, 400-V-Drehstrom-Lader 7 kW: Aufladedauer: 6 Std., Stärkere Motorisierung mit 40,5 kW (81 kW Spitze) ebenfalls lieferbar.[36][37]
  - Modell FAAM ECOmile Elettrico Litio, Pick-up, Gewicht: 1175 kg, maximale Zuladung: 1025 kg, maximales Gesamtgewicht: 2200 kg, Antriebsleistung: 18 kW (31 kW Spitze), Höchstgeschwindigkeit: 80 km/h, Traktionsbatterietyp: LiFePO4 96 V 150 Ah, 400-V-Drehstrom-Schnelllader 5 kW (optional: 9 kW), Aufladedauer: 8 Std. (optional: 4 Std.).[38]

- Framo GmbH
  - Modell FRAMO e 180
  - Modell FRAMO e 280

- Futuricum
  - Modell Futuricum Collect 26E, ein batterieelektrisch angetriebener Müllentsorgungs-Lastkraftwagen[39]
  - Modell Futuricum Semi 40E, eine batterieelektrisch angetriebene Sattelzugmaschine[40][41]
  - Modell Futuricum Concrete 40E, ein batterieelektrisch angetriebener 5-Achs-Beton-Mischer[42]

### G
- German E-Cars GmbH
  - Modell German E-Cars Plantos (Mercedes-Benz Sprinter-Umbau)[43], wahlweise als Kastenwagen, als Pritschenwagen oder als 9-sitziger Bus (mit 8 Fahrgästen plus einem Fahrer) ausgeführt, Antriebsleistung: 150 kW, Verbrauch: 25–35 kWh/100 km, Reichweite: 80–100 km, Höchstgeschwindigkeit: 130 km/h, 400-V-Drehstrom-Lader 16 A: Aufladedauer: 4 Std., 230V/16A: 12 Std.
  - Modell German E-Cars e-CAT

- Green Automotive Co.
  - Modell Green Automotive e-Patriot[44]

- Guangtong Electric Bus
  - Modell Guangtong Dang-Dang GTQ612BEVB

- Guilin Bus Industrial Group Co., Ltd.
  - Modell GuiLin GL6100BEV, ein 10,5 m langer batterieelektrischer Nahverkehrsbus für 61–66 Passagiere, circa 16,5 t schwer inklusive Traktionsbatterie, 69 km/h Höchstgeschwindigkeit
  - Modell GuiLin GL6120BEV, ein 12 m langer batterieelektrischer Nahverkehrsbus für 60–64 Passagiere, circa 18 t schwer inklusive Traktionsbatterie, 69 km/h Höchstgeschwindigkeit

### H
- Hankuk Fiber
  - Modell Hankuk Fiber e-Primus

- Helem
  - Modell Helem Colibus Véhiposte, ein eher kleiner Transporter mit 750 kg Zuladung, 120 km Reichweite und 80 km/h Höchstgeschwindigkeit.[45]
  - Modell Helem Colifreeze

- HengNeng Auto Co., Ltd.
  - Modell HengNeng FDG6700EVG

- Heuliez
  - Modell Heuliez GX Elec, ein Niederflur-Nahverkehrsbus[46]

- Huber Group
  - Modell Huber EJ79 Electric Cruiser (Toyota-LandCruiser-Umbau)[47]

- Hunan CRRC Times Electric Vehicle Co., Ltd.
  - Modell CRRC C12

### I
- Irizar Group
  - Modell Irizar i2e, ein 12 m langer Niederflur-Nahverkehrsbus[48]
  - Modell Irizar ie bus, ein 10,8 m langer Niederflur-Nahverkehrsbus
  - Modell Irizar ie bus 18m, ein 18 m langer Niederflur-Nahverkehrs-Gelenkbus

- IVECO
  - Modell IVECO Daily Electric (Baureihe VI)[49] (neuerdings auch „New Daily“ genannt)

### J
- Jiangsu Alfa Bus Co., Ltd.
  - Modell ChangLong YS6120 DH BEV
  - Modell ChangLong YS6128BEV, ein 12 m langer Nahverkehrsbus mit 160 kW Asynchronantrieb, LiFePO4-Traktionsbatterie 600 V 500 Ah (/ 800 Ah / 900 Ah auf Kundenwunsch auch möglich) sowie ultraschnellen Ladekondensatoren (sog. „Supercaps“), wobei die Reichweite von der Ladekapazität der Batterie abhängig ist; bei 500 Ah beträgt diese circa 200 km; 14,1–14,4 t Leergewicht mit Antrieb ohne Traktionsbatterie, höchstens 18 t mit Batterie, 100 km/h Höchstgeschwindigkeit
  - Modell Ecity L12[50]

- Jiangsu Aoxin New Energy Automobile Co., Ltd.
  - Modell Aoxin JAX5020CCYBEV, ein Kleinlaster mit Pritsche und Gerüst für überziehbare Plane
  - Modell Aoxin JAX5020XXCBEV, ein Kleinlaster mit aufgesetztem Kasten mit links- und rechtsseitigen Rollläden
  - Modell Aoxin JAX5020XXYBEV / Modell Aoxin JAX5021XXYBEV, ein Kleinlaster mit aufgesetztem Kasten, mit verriegelbaren Türen hinten, nach hinten aufklappbar
  - Modell Aoxin JAX5020ZLJBEV, ein Kleinlaster mit aufgesetztem, hydraulisch kippbaren Behälter
  - Modell Aoxin JAX5020ZXXBEV / Modell Aoxin JAX5021ZLJBEV, ein Kleinlaster, ausgeführt als Minicontainer-Absetzkipper

- Jiangxi Kaima Bonluck Bus Co., Ltd.
  - Modell Bonluck JXK 6113BEV

- Jinan Flybo Motor Co. Ltd.
  - Modell Jinan Flybo HT6C aus Jinan/China, wird auch von der Hong Konger Firma Beepo Electric Vehicles unter der Modellbezeichnung Beepo Pony vertrieben; Antriebsleistung: 18 kW, Höchstgeschwindigkeit: 60 km/h, Reichweite: 60 km, maximale Zuladung: 500 kg, Traktionsbatterietyp: Blei-Gel, Aufladedauer: 10 Std., Hinteraufsatz wahlweise Pick-up, Kipper oder aufgesetzte Transportbox (Fahrzeug alternativ auch mit Lithium-Ionen-Traktionsbatterie gegen Mehrbetrag erhältlich).[51][52]

- Joylong
  - Modell Joylong EW5 BEV, ein Van[53]

### K
- Karsan Otomotiv Sanayii ve Tic. A.Ş.
  - Modell Karsan Jest BEV[54]

- King Long United Automotive Industry (Suzhou) Co., Ltd.
  - Modell Higer KLQ6702EV, batterieelektrischer Universalbus mit 18 Sitzen + 1 Fahrersitz in der Grundausstattung, mit 22+1 Sitzen in der Maximalausstattung[55]
  - Modell King Long XMQ6110 Elektrobus

- Kramer
  - Modell Kramer 5055e, ein vollelektrischer Radlader[56]
  - Modell Kramer KL25.5e, ein vollelektrischer Radlader[57]

### L
- Linkker
  - Modell Linkker eBus[58]

- Lion Electric
  - Modell Lion Electric eLion A
  - Modell Lion Electric eLion C[59]
  - Modell Lion Electric eLion M

- Liuzhou Wuling Motors Co. Ltd.
  - Modell Wuling D150 Electric Truck (Produkttyp WLD1200Q1P)
  - Modell Wuling EV Electric Car (Produkttyp WLD1070Q2), auch vermarktet als ZAP Shuttle sowie als GreenGo Tek E-Dyne

### M
- Mahindra&Mahindra
  - Modell Mahindra e-Supro[60][61]

- MAN
  - Modell MAN eTGE[62][63][64]

- Melex
  - Modell Melex 391 und weitere

- Mercedes-Benz
  - Modell Mercedes-Benz eCitaro BEV, ein 12 Meter langer, batterieelektrisch angetriebener Niederflur-Nahverkehrs-Solobus mit der Option des Einbaus einer Lithium-Ionen-Feststoffelektrolyt-Traktionsbatterie[65][66][67][68][69][70][71]
  - Modell Mercedes-Benz eCitaro G BEV, ein 18 Meter langer, batterieelektrisch angetriebener Niederflur-Nahverkehrs-Gelenkbus mit der Option des Einbaus einer Lithium-Ionen-Feststoffelektrolyt-Traktionsbatterie[72][73][74][75]
  - Modell Mercedes-Benz eSprinter BEV, ein Transporter
  - Modell Mercedes-Benz eVito BEV (Typ 447), ein Transporter, als Kastenwagen ausgeführt[76]
  - Modell Mercedes-Benz eVito Tourer BEV, ein rundum verglaster Van mit getönten Scheiben, als Kleinbus ausgeführt[77][78][79][80]

- Micro-Vett
  - Modell Micro-Vett Doblo Cargo Electric (Fiat Doblo Cargo-Umbau): Dieses Modell ist (bis auf Feinheiten) baugleich mit dem in Deutschland erhältlichen Karabag Doblo E; davon ist das Modell Kombi (5-Sitzer) in zwei Varianten erhältlich: eine Basisvariante mit 22,8-kWh-Lithium-Polymer-Akkusystem und 85 km Reichweite und eine Variante mit größerem 33,3 kWh-Akkusystem mit 130 km Reichweite. Höchstgeschwindigkeit 130 km/h[81]; ebenso ist das Modell Kastenwagen (2-Sitzer) in zwei Varianten erhältlich: eine Basisvariante mit 22,8 kWh-Lithium-Polymer-Akkusystem und 85 km Reichweite und eine Variante mit größerem 33,3 kWh-Akkusystem mit 130 km Reichweite. Höchstgeschwindigkeit 130 km/h[82]
  - Modell Micro-Vett Ducato Electric (Fiat Ducato-Umbau): Dieses Modell ist (bis auf Feinheiten) baugleich mit dem in Deutschland erhältlichen Karabag Ducato E; das Modell ist in zwei Varianten erhältlich: das Modell Minibus (17-Sitzer) ist mit einem Lithium-Polymer-Akkusystem ausgestattet: Ladekapazität: 66,6 kWh, Reichweite: 155 km, Höchstgeschwindigkeit 90 km/h.[83] Die zweite Variante wird durch das Modell Kastenwagen (2-Sitzer) repräsentiert: es ist mit sechs unterschiedlich leistungsstarken Lithium-Akku-Systemen verfügbar: von 31 bis 66 kWh. Daraus ergeben sich dann sechs verschiedene Reichweiten zwischen 75 und 155 Kilometern. Die erlaubte Zuladung sinkt mit zunehmender Akkusystem-Größe: für das kleinste Akku-System sind dies 1373 kg, für das größte hingegen nur 903 kg.[84]
  - Modell Micro-Vett Fiorino Electric (Fiat Fiorino III / Qubo-Umbau): Dieses Modell ist (bis auf Feinheiten) baugleich mit dem in Deutschland erhältlichen Karabag Fiorino E; das Modell Kombi (5-Sitzer) gibt es in drei Varianten, allesamt mit Lithium-Polymer-Akkusystemen ausgestattet: Version S: Ladekapazität: 13,8 kWh, Reichweite 70 km, Höchstgeschwindigkeit 75 km/h, Version M: Ladekapazität: 20,7 kWh, Reichweite 100 km, Höchstgeschwindigkeit 115 km/h; Version L: Ladekapazität: 31,3 kWh, Reichweite 140 km, Höchstgeschwindigkeit 115 km/h[85]; das Modell Kastenwagen (2-Sitzer) gibt es ebenfalls in drei Varianten, allesamt mit Lithium-Polymer-Akkusystemen ausgestattet: Version S: Ladekapazität: 13,8 kWh, Reichweite 70 km, Höchstgeschwindigkeit 75 km/h; Version M: Ladekapazität: 20,7 kWh, Reichweite 100 km, Höchstgeschwindigkeit 115 km/h; Version L: Ladekapazität: 31,3 kWh, Reichweite 140 km, Höchstgeschwindigkeit 115 km/h[86]

- Mitsubishi
  - Modell FUSO eCanter, ein Leicht-Lastkraftwagen mit einer Nutzlast von etwa 2 bis 3 t, angetrieben von einem 185-kW-Elektroantrieb, versehen mit einer Traktionsbatterie mit 82,8 kWh an physikalisch vorhandener Ladekapazität (Nennladekapazität: 70 kWh) bei 420 V.[87][88]
  - Modell Mitsubishi Minicab MiEV[89][90][91][92] Das Modell gibt es als Microvan und als Pritschenwagen.

- Moldex
  - Modell Vedetec VDT1[93]
  - Modell Vedetec VDT2[93]

- Motiv Power Systems
  - Modell Motiv ERV (Loadmaster Excel S-Umbau)[94]
  - Modell Motiv SST-e (Trans Tech SST-Umbau)

- Motor Coach Industries
  - Modell MCI D45 CRTe LE CHARGE[95]
  - Modell MCI J4500e CHARGE

- Muses
  - Modell Muses Mooville[96]

### N
- Navistar International Corp.
  - Modell Navistar eStar

- Navya
  - Modell Arma, ein autonomer Shuttlebus

- New Flyer
  - Modell New Flyer Xcelsior CHARGE[97]

- Ningbo Shenma Automotive Manufacturing Co., Ltd.
  - Modell ZheJiang NPS6120BEV, ein 12 m langer batterieelektrischer Nahverkehrsbus mit 39 Sitzplätzen und 45 Stehplätzen und 90 km/h Höchstgeschwindigkeit

- Nissan

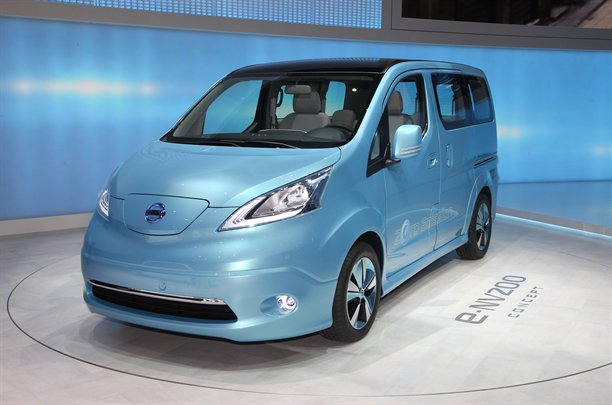
Nissan e-NV200

  - Modell Nissan e-NV200, wahlweise als zweisitziger Liefertransporter oder als fünf- und siebensitziger Kleinbus erhältlich, 170 km Reichweite, 120 km/h Höchstgeschwindigkeit[98]
  - Modell Nissan e-NV200 Three-Way Tipper[99]

- Nova Bus
  - Modell Nova Bus LFSe

### O
- Opel
  - Opel Vivaro-e BEV, ein kleinerer Transporter

- Optare PLC
  - Modell Optare Solo EV[100]
  - Modell Optare Versa EV

- Orange EV
  - Orange EV T-Series[101]

- Orten GmbH & Co. KG Fahrzeugbau und -vertrieb
  - Modell Orten E 75 AT (Mercedes-Benz Atego-Umbau), ein elektrifizierter Lastkraftwagen mit 7,49 Tonnen zulässige Gesamtmasse, mit Kofferaufbau in Light-Ausführung, Ladebordwand und 30 % mehr Nutzlast gegenüber dem Diesel-Serienfahrzeug[102]
  - Modell Orten E 75 TL (MAN TGL-Umbau), ein elektrifizierter Lastkraftwagen mit 7,49 Tonnen zulässiger Gesamtmasse, mit SafeServer-Light-Planenaufbau, der speziell für das schnelle Be- und Entladen konstruiert wurde
  - Modell Orten ELCI, ein Kleinlaster mit 500 kg Nutzlast und einer Höchstgeschwindigkeit von 80 km/h. Das Modell ist wahlweise mit Pritschen-, Koffer- oder Kühlkastenaufbau ausgestattet.[103]
  - Modell Orten ET 30 V (VW T5 Caravelle-Umbau), ein elektrifizierter Van / Kleintransporter

- Otokar Otomotiv ve Savunma Sanayi A.Ş
  - Modell Otokar Doruk Electra, ein 13,5-Tonnen-Nahverkehrsbus mit 25 Sitzplätzen, 24 Stehplätzen und einem Fahrerplatz, Höchstgeschwindigkeit 70 km/h, Reichweite im Idealfall 280 km, praktisch eher bei circa 170 km, Antriebsleistung 103 kW (140 PS), LiFeMgPO4-Traktionsbatterie 170 kWh, max. Drehmoment 380 Nm

### P
- Peugeot
  - Modell Peugeot e-Expert BEV, ein kleinerer Transporter[23]
  - Modell Peugeot Partner Tepee Electric (zweite Baureihe, zweites Facelift)[104][105]

- Piaggio
  - Die Ausführungen des Modells Piaggio Porter, nämlich Bus, Kastenwagen, Pick-Up, Big Deck werden mit 9,2- und 10,5-kW-Elektromotor angeboten. Die Nutzlast liegt je nach Aufbaugewicht zwischen 440 kg (Kombi) und 560 kg (Pick-Up). Die Höchstgeschwindigkeit liegt je nach Motorisierung zwischen 110 und 137 km/h. Der Porter Elektro hat eine Reichweite von ca. 75 km. Die Ladezeit am 230-Volt-Netz beträgt 8 Stunden, mit Starkstrom und externem Ladegerät 2 Stunden. Versionen des Elektro Porter werden seit 1995 angeboten.

- Power Vehicle Innovation
  - Modell PVI C-Less
  - Modell PVI Oréos 2X
  - Modell PVI Oréos 4X

- Prodim
  - Modell Prodim Eco36, ein multifunktionales Arbeitsfahrzeug[106]

- Proterra
  - Modell Proterra Catalyst E2[107]
  - Modell Proterra EcoRide BE-35[108]
  - Modell Proterra ZX5

### R
- RAC Electric Vehicles
  - Modell RAC Electric Vehicles RACE150, ein 11,99 m langer Nahverkehrsbus mit 26 Sitzplätzen plus einem Fahrersitz und 15 Stehplätzen, 15,35 t, ausgestattet mit LiFePO4-Akkus mit Yttrium-dotierten Kathoden mit einer Ladekapazität von 250 kWh, 110 km/h Höchstgeschwindigkeit
  - Modell RAC Electric Vehicles RACE75, ein 7 m langer Nahverkehrsbus mit 19 Sitzplätzen plus einem Fahrersitz und 10 Stehplätzen, 7,7 t, ausgestattet mit LiFePO4-Akkus mit Yttrium-dotierten Kathoden mit einer Ladekapazität von 110 kWh, 120 km/h Höchstgeschwindigkeit
  - Modell RAC Electric Vehicles 3.5Ton Truck, ein 4,99 m langer Lastkraftwagen mit 2 Sitzplätzen, Kastenwagen-Aufsatz, 3,5 t, ausgestattet mit LiFePO4-Akkus mit Yttrium-dotierten Kathoden, 120 km/h Höchstgeschwindigkeit
  - Modell RAC Electric Vehicles 1.9Ton Truck, ein 4,3 m langer PickUp, ausgestattet mit LiFePO4-Akkus mit Yttrium-dotierten Kathoden, 100 km/h Höchstgeschwindigkeit

- Rampini Carlo
  - Modell Rampini Alè EL, ein 7,72 m langer Niederflur-Nahverkehrsbus für 42+1 Passagiere (9 Sitzplätze, 33 Stehplätze, 1 Behindertenplatz) plus 1 Sitzplatz für den Fahrer mit circa 130 km nominaler Reichweite (real eher 70 km), angetrieben durch einen E-Antrieb mit Dreiphasensynchronmaschine (Kurzzeitspitzenleistung: 150 kW, Dauerleistung: 85 kW) sowie 180-kWh-Lithium-Ionen-Traktionsbatterie mit 640 V Batteriespannung

- Renault
  - Modell Renault Kangoo Z.E.[109]
  - Modell Renault Kangoo Rapid Maxi Z.E.
  - Modell Renault Kangoo Pick-Up Z.E. by Kollé[110][111]
  - Modell Renault Master Z.E., ein Van mit 8 bis 13 Kubikmetern Ladevolumen[112]
  - Modell Renault Maxity Z.E.

### S
- Shandong Hongdi Motorcycle
  - Modell Hongdi Fude-B EV, ein Kleinlaster mit 5 kW Motorleistung und Blei-Gel-Batterien 72 V 180 Ah

- Shanghai Automotive Industry Corporation (SAIC)
  - Modell Maxus e-Deliver 3
  - Modell Maxus e-G10[113][114]
  - Modell Maxus EV80, ein Liefertransporter/Kleinbus, der in China in vier verschiedenen Basisausführungen zu bekommen ist mit Längen zwischen 4,95 m und 6,00 m – in Deutschland ist es die 5,7-m-Ausführung –, der mit einem 92-kW-Synchronmaschinenantrieb sowie einer 56-kWh-LiFePO4-Traktionsbatterie ausgestattet ist.[115]

- Sileo
  - Modell Sileo S10, ein Niederflur-Nahverkehrsbus[116]
  - Modell Sileo S12, ein zwölf Meter langer Solobus
  - Modell Sileo S18, ein achtzehn Meter langer Niederflur-Nahverkehrs-Gelenkbus, 28 Tonnen schwer, mit 51 Sitz- und 86 Stehplätzen für Passagiere, mit einer 300-kWh-Lithiumeisenphosphat-Traktionsbatterie sowie zwei Elektro-Antriebsachssystemen mit einer maximalen Gesamt-Motorleistung von 480 kW für mindestens 250 Kilometer Reichweite
  - Modell Sileo S24, ein 24 Meter langer Doppelgelenkbus

- SKD TRADE
  - Modell SKD TRADE Stratos LE 30 E

- Smith Electric Vehicles (auch: FDG Electric Vehicles)
  - Modell Smith Edison (Ford Transit-Umbau), ein 3,5-Tonner mit einer Zuladung von 1338 kg, bis zu 80 km/h Höchstgeschwindigkeit und maximal 240 km Reichweite.
  - Modell Smith Edison (Ford Transit-Umbau), ein 3,7-Tonner
  - Modell Smith Edison (Ford Transit-Umbau), ein 4,25-Tonner
  - Modell Smith Edison (Ford Transit-Umbau), ein 4,6-Tonner
  - Modell Newton Range (Daewoo-Avia D90-Umbau), ein 7,5-Tonner mit 3.400 kg Zuladung, bis zu 80 km/h Höchstgeschwindigkeit und maximal 210 km Reichweite. (Je nach Konfiguration ist die Zuladung auf 4.000 kg oder die Reichweite auf 250 km steigerbar.)
  - Modell Smith Newton (Daewoo-Avia D90-Umbau), ein 10-Tonner
  - Modell Smith Newton (Daewoo-Avia D90-Umbau), ein 12-Tonner, ausgestattet mit einem Lithium-Ionen-Traktionsbatterie-System mit einer Ladekapazität von 120 kWh, geeignet für Reichweiten von bis zu 160 km.

- Solaris Bus & Coach
  - Midibus-Modell Solaris Urbino 8,9 LE electric[117]
  - Modell Solaris Urbino 12 electric[118]
  - Modell Solaris Urbino 18 electric

- SOR Libchavy
  - Modell SOR EBN 8, der acht Meter lange batterieelektrische Niederflur-Omnibus hat 22 Sitzplätze, 35 Stehplätze sowie eine Reichweite von 80 bis 85 Kilometern je Batterieladung, die auf 110 bis 130 Kilometer erweitert werden kann. Zum Einsatz kommen LiFePO4-Akkus mit Yttrium-dotierten Kathoden; die Höchstgeschwindigkeit beträgt 80 km/h.
  - Modell SOR EBN 9,79, ein Niederflur-Omnibus, 9,79 m lang
  - Modell SOR EBN 10,5, ein Niederflur-Omnibus, 10,5 m lang
  - Modell SOR EBN 11,1, ein Niederflur-Omnibus, 11,1 m lang

- South-East (Fujian) Automobile Industry
  - Modell Soueast DN5020XXYBEV
  - Modell Soueast DN5020XYZBEV

- Spijkstaal
  - Modell Spijkstaal Ecotruck 7500, ein Müllentsorgungsfahrzeug mit 4 Tonnen Nutzlast und 7490 kg zulässiges Gesamtgewicht
  - Modell Spijkstaal Electric Bus, 32-Personenbus, 35 km/h, 80 km Reichweite, Batteriewechsel in 3 Minuten

### T
- Tata Motors
  - Modell Tata Starbus Electric[119]
  - Modell Tata Ultra Electric[120]

- Tecnobus
  - Modell Tecnobus Gulliver

- TEMSA GLOBAL A.Ş.
  - Modell TEMSA MD9 ElectriCITY[121][122]

- Terberg-Nordlift
  - Modell Terberg YT202-EV

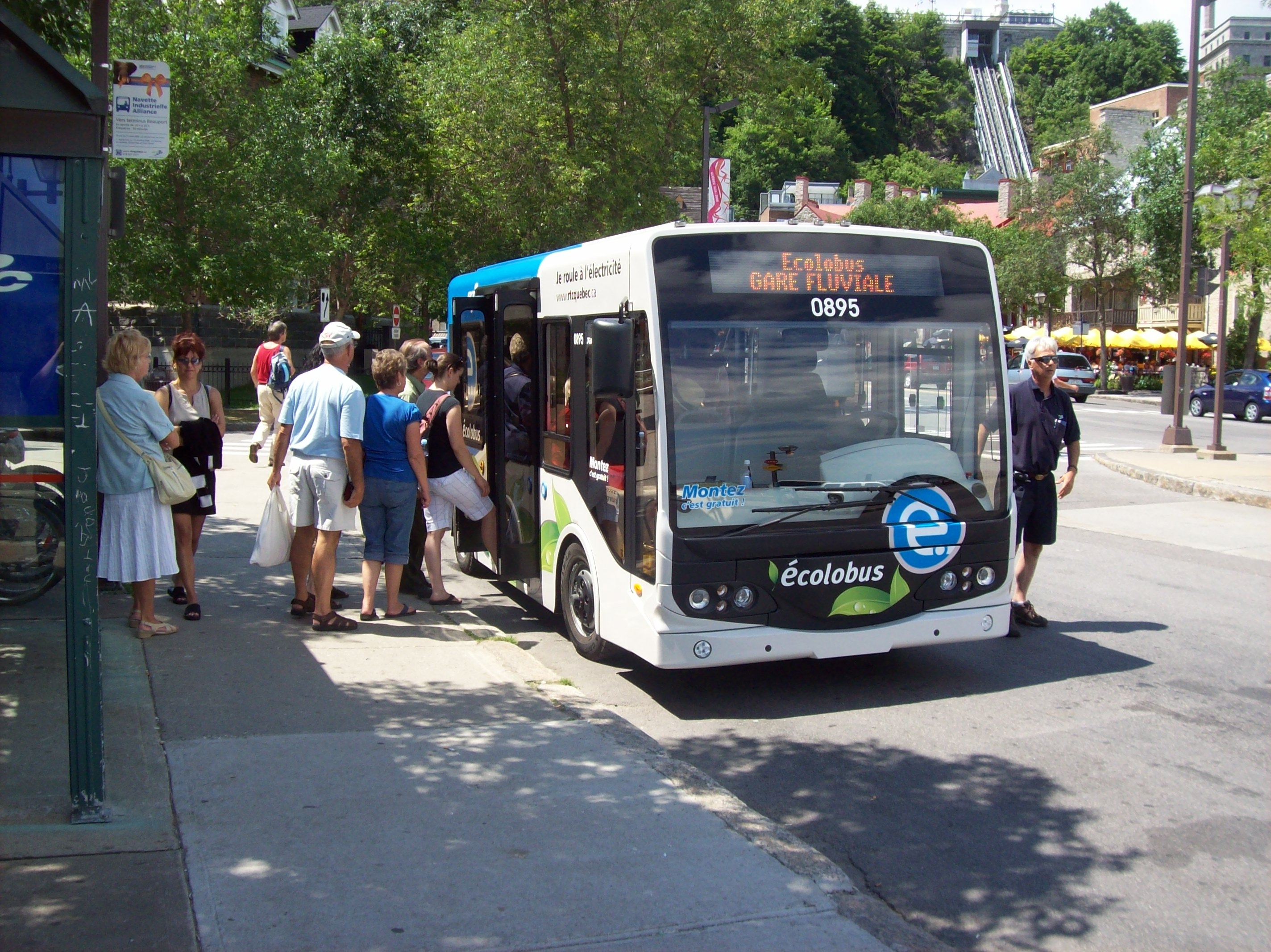
Ein Tecnobus Gulliver in Québec

- Tianjin Qingyuan Electric Vehicle Co., Ltd.
  - Modell QingYuan QY5020XFWBEVEL, ein Lieferwagen-Van, 3,93 m lang, 1,61 t schwer inklusive Traktionsbatterie, mit Lithium-Ionen-Traktionsbatterie 76,8 V 136,5 Ah, 80 km/h Höchstgeschwindigkeit

- TLD
  - Modell TLD TPX-100E, ein batterieelektrisch angetriebener Flugzeugschlepper[123]

### V
- Van Hool
  - Modell Van Hool Excui.City 18

- Vauxhall
  - Modell Vauxhall Vivaro-e BEV, ein kleinerer Transporter

- VDL Groep
  - Modell VDL Citea LLE-99 Electric[124]
  - Modell VDL Citea SLF-120 Electric
  - Modell VDL Citea SLFA Electric
  - Modell VDL MidBasic Electric (Mercedes Sprinter-Umbau)[125]

- Véhixel
  - Modell Véhixel Aptinéo electric (IVECO Daily-Umbau), Bus mit 30 Passagieren + 1 Fahrer, Lithium-Ionen-Traktionsbatterien mit einer Ladekapazität von 85 kWh

- Volkswagen
  - Modell VW Abt e-Transporter BEV[126][127][128][129]
  - Modell VW e-Crafter[130][131]

- Voltia
  - Modell Voltia eVan K3 L3H3 (Citroën-Jumper-Umbau)

- Volvo
  - Modell Volvo 7900 Electric, ein 12 m langer, batterieelektrisch angetriebener Niederflur-Nahverkehrs-Solobus[132]
  - Modell Volvo 7900 Electric Articulated, ein 18 m langer, batterieelektrisch angetriebener Niederflur-Gelenkbus[133]

### W
- Wacker Neuson
  - Modell Wacker Neuson WL20e, ein Elektro-Radlader[134]

- Wanxiang Electric Vehicle
  - Das Modell Wanxiang Electric Vehicle Pure Electric Bus, mit Außenmaßen von 11650×2490×3300 in mm, verfügt über eine Reichweite von 250 km, erreicht eine Höchstgeschwindigkeit von 90 km/h, eine Beschleunigung von 20 Sekunden von 0 auf 50 km/h. Der Lithium-Ionen-Batterie-Pack besteht aus 6 mal 88 Elementen mit je 100 Ah Ladekapazität und kann bei Schnellladung in drei Stunden, ansonsten in zehn Stunden wieder aufgeladen werden. Der Energieverbrauch je 100 km beträgt 98 kWh ohne und 142 kWh mit Betrieb der Klimaanlage.[135]

- Wuzhoulong Motors
  - Modell Wuzhoulong FDG6113EVG, ein 11,48 m langer Nahverkehrsbus für 81 Passagiere, circa 17,5 t schwer inklusive Traktionsbatterie, 156 kW Motor-Nennleistung, 180 kW Spitzenleistung, LiFePO4-Traktionsbatterie 345 V 900 Ah, 85 km/h Höchstgeschwindigkeit
  - Modell Wuzhoulong FDG6751EVG, ein Nahverkehrsbus
  - Modell Wuzhoulong FDG6801EVG, ein Nahverkehrsbus
  - Modell Wuzhoulong WZL6100EVG, ein Nahverkehrsbus

### X
- Xenova
  - Modell Xenova Terryman, Leichttransporter und Kleinbus, 60 kW, Nutzlast 1090 kg, Sitzplätze 2–9, Reichweite bis zu 500 km, Ladezeit 3,3 Stunden

- Xiamen King Long United Automotive Industry Co., Ltd.
  - Modell King Long XMQ6127AGBEV4, ein Nahverkehrsbus für maximal 66 Passagiere, 85 km/h Höchstgeschwindigkeit, 120 km Reichweite[136]

### Y
- Yancheng Zhongwei Bus Co., Ltd.
  - Modell ZhongDa YCK6126BEVL, ein Reisebus mit einer Höchstgeschwindigkeit von 110 km/h
  - Modell ZhongDa YCK6128BEVC, ein Nahverkehrsbus mit einer Höchstgeschwindigkeit von 75 km/h

- Yangzijiang Dongfeng Automobile (Wuhan) Co., Ltd.
  - Modell Yangtse WG6120BEVHM, ein 12 m langer batterieelektrischer Nahverkehrsbus für 53 Passagiere, mit 18 t maximalem zulässigen Gesamtgewicht, mit einer Traktionsbatterie 384 V 640 Ah, mit 110 kW Motornennleistung und einer Höchstgeschwindigkeit von 80 km/h[137]

### Z
- ZEV
  - Modell ZEV ALÈ Elettrico[138]
  - Modell ZEV Mast-EL Furgone (Renault Master Transporter-Umbau der Varianten L1H1 bis L3H3)[139]
  - Modell ZEV Mast-EL Scuolabus (Renault Master L3H2 Personenbus-Umbau)[140]
  - Modell ZEV Mast-EL Turistico (Renault Master L3H2 Personenbus-Umbau)[141]
  - Modell ZEV Mast-EL Urbano (Renault Master L3H3 Personenbus-Umbau)[142]
  - Modell ZEV Sprint-EL Furgone T.35 (Mercedes-Benz Sprinter 3,5-Tonner-Transporter-Umbau)[143]
  - Modell ZEV Sprint-EL Furgone T.46 (Mercedes-Benz Sprinter 4,6-Tonner-Transporter-Umbau)[143]
  - Modell ZEV Sprint-EL Scuolabus (Mercedes-Benz Sprinter 4,6-Tonner-Personenbus-Umbau)[144]
  - Modell ZEV Sprint-EL Turistico (Mercedes-Benz Sprinter 4,6-Tonner-Personenbus-Umbau)[145]
  - Modell ZEV Sprint-EL Urbano (Mercedes-Benz Sprinter 4,6-Tonner-Personenbus-Umbau)[146]
  - Modell ZEV Traf-EL Ufficio Mobile (Renault Master 2,8-Tonner-Umbau)[147]
  - Modell ZEV Vasca RSU (Isuzu NPR85-Umbau)[148]

- Zhangjiagang Jiangnan Automobile Manufacture Co., Ltd.
  - Modell ChunZhou JNQ6100BEV, ein 10,5 m langer batterieelektrischer Nahverkehrsbus für 64–69 Passagiere, 15 t schwer inklusive Traktionsbatterie, 69 km/h Höchstgeschwindigkeit

- Zhejiang CRRC Electric Vehicle Co., Ltd.
  - Modell CRRC CSR6180GSEV1, ein 18 m langer, 28 Tonnen schwerer, batterieelektrisch angetriebener Niederflur-Nahverkehrs-Gelenkbus für 135 Passagiere mit einer eher kleinen Traktionsbatterie sowie Superkondensatoren fürs Hochleistungs-Schnellladen an Bushaltestellen bei Zwischenstopps

- Zhongtong Bus Holding Co., Ltd.
  - Modell Zhongtong LCK6122EVG2, ein 12 m langer Nahverkehrsbus
  - Modell Zhongtong LCK6122EVG3, ein 12 m langer Nahverkehrsbus
  - Modell Zhongtong LCK6668EVG, ein 6,62 m langer Nahverkehrsbus

- Zhuhai Granton Bus & Coach Co., Ltd.
  - Modell Granton GTZ6128BEVB, ein Niederflur-Nahverkehrsbus mit 33 Sitzplätzen plus einen für den Fahrer und 51 Stehplätzen, 11,98 m lang, 130 kW Asynchronantrieb, 90 km/h Höchstgeschwindigkeit, LiFePO4-Traktionsbatterie 346 V 700 Ah für eine Reichweite von 220 km

- Zhuhai Guangtong Automobile Co., Ltd.
  - Modell Guangtong GTQ6107BEVB1, ein 10,5 m langer Nahverkehrsbus mit 16 Sitzplätzen und 25 Stehplätzen, 120 kW Motornennleistung, 180 kW Kurzzeit-Spitzenleistung, Lithium-Ionen-Traktionsbatterie 352 V 400 Ah, 85 km/h Höchstgeschwindigkeit

## Derzeit in Produktion befindliche, im Handel erhältliche Elektro-Kleinlastkarren, -Personentransportkarren und Klein-Transporter
- Aixam
  - Modell Aixam MEGA E-Worker
  - Modell Aixam MEGA M10
  - Modell Aixam MEGA MW12

- Alkè
  - Modell Alkè ATX100E
  - Modell Alkè ATX200E
  - Modell Alkè ATX280E
  - Modell Alkè XT320E
  - Modell Alkè XT320EL
  - Modell Alkè XT420E

- ARI Motors

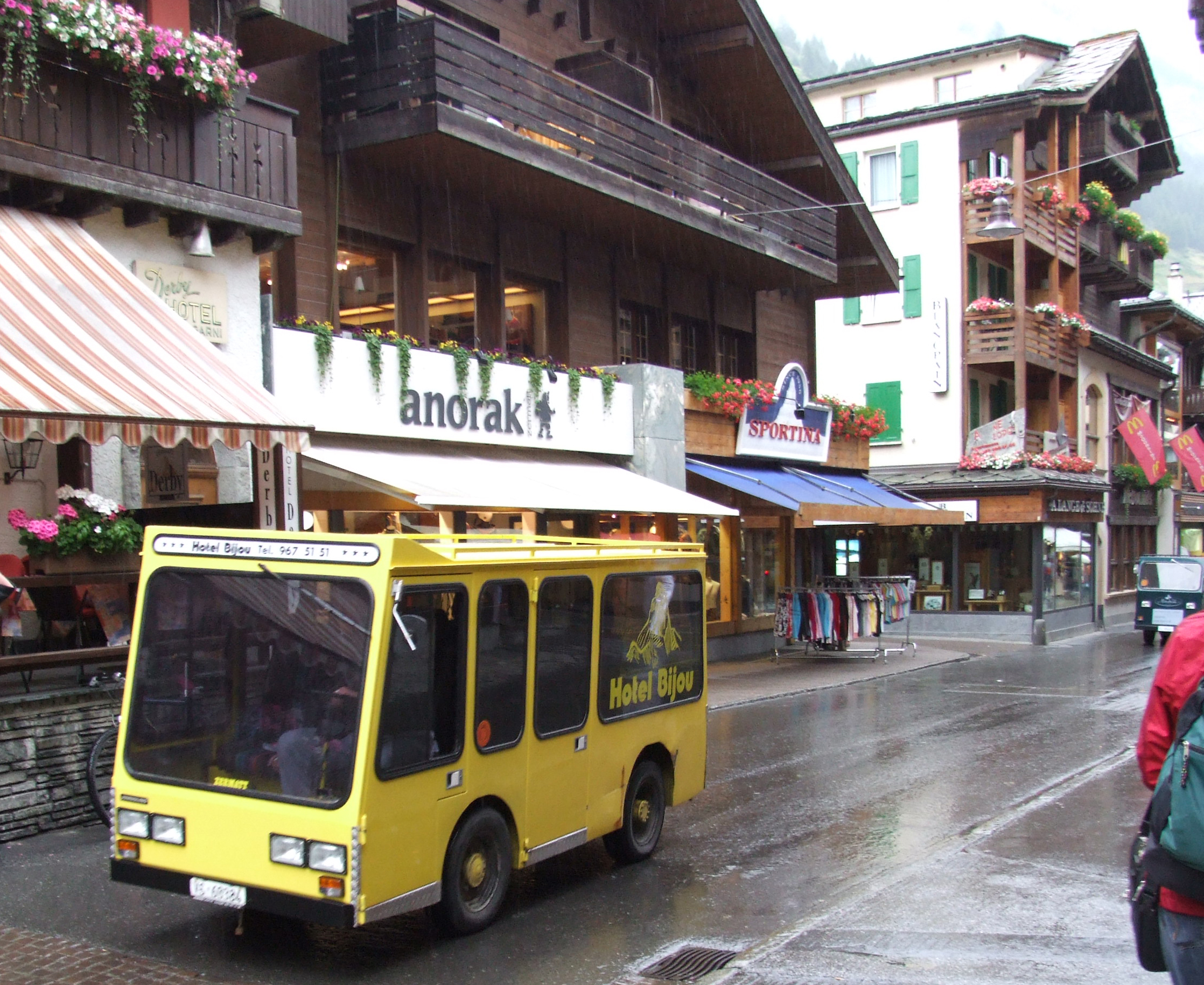
Ein Jumbo-Garage Jumbolino Typ P Personentransporter in Zermatt

  - Modell ARI 252/452, ein Elektrofahrzeug für 2 Personen, mit Mopedführerschein (Klasse AM) fahrbar, 25 km/h bzw. 45 km/h Höchstgeschwindigkeit, Verbrauch: 6 kWh auf 100 km
  - Modell ARI 458, ein Elektrotransporter mit verschiedenen Aufbauvarianten (Koffer, Pritsche, Kipper, Alkoven), Nutzlast 450 kg, 78 km/h Höchstgeschwindigkeit, Verbrauch: 8 kWh auf 100 km[149]
  - Modell ARI 802/804, ein Elektrofahrzeug für 2 Personen (802) bzw. 4 Personen (804), Nutzlast 450 kg, 78 km/h Höchstgeschwindigkeit, Verbrauch: 6 kWh auf 100 km
- Arrival

- Automobiles Ligier
  - Modell Ligier Be Sun Proline
  - Modell Ligier Pulse 4 Proline

- AVID Electric Vehicles
  - Modell AVID eWarrior

- Baoli Hengtong
  - Modell Zhongguo Lingshi Xiaoyuan LSEV[150]

- Bellier
  - Modell Bellier e-Docker City

- Bucher Municipal GmbH
  - Modell Bucher CityCat2020ev[151]

- Caddyshack Golf Cars
  - Modell Caddyshack Ford F-150 SVT Raptor All-Electric EV[152]

- Cammsys
  - Modell Cammsys TX700e[153]

- Cenntro Automotive
  - Modell Cenntro Metro[154]

- Clean Motion
  - Modell Clean Motion Zbee 3

- Columbia ParCar Corp.
  - Modell Columbia ParCar Mega

- Comarth
  - Modell Comarth CR Sport
  - Modell Comarth CR Sport 4P
  - Modell Comarth CR Sport L
  - Modell Comarth CR Sport Post version
  - Modell Comarth CR Sport XL

- Ecocruise Vehicles
  - Modell Ecocruise Cruser Sport[155]

- Esagono Energia s.r.l.
  - Modell Esagono Geco
  - Modell Esagono Golia, es gibt ihn wahlweise als Plattformwagen, als hydraulisch betätigter Kipper, als Nutztransporter mit Kastenaufsatz und zu guter Letzt als Personentransporter in der Art eines Minibusses (für fünf Passagiere plus ein Fahrer) mit 80 km Reichweite, einem manuellen Zweiganggetriebe und einer Höchstgeschwindigkeit von 48 km/h.[156]

- Fort s.r.l.
  - Modell Fort CityFort[157]

- France Craft
  - Modell France Craft Pixel T
  - Modell France Craft Pixel X
  - Modell France Craft Pixel Y

- Global Electric Motorcars
  - Modell Global Electric Motorcars e2[158]
  - Modell Global Electric Motorcars e4[158]
  - Modell Global Electric Motorcars e6[158]

- Goupil Industrie
  - Modell Goupil G3, der in Bourran im Südwesten Frankreichs produzierte Kleinlastwagen bringt es auf eine Breite von gerade einmal 1,10 m. Es gibt ihn mit diversen Hinter-Aufsätzen, etwa als Pritschenwagen, als Kastenwagen, als Feuerwehr-Löschfahrzeug oder als Reinigungsfahrzeug usw.
  - Modell Goupil G4 Transporter bis 1200 kg Nutzlast, Batterien wahlweise in der Lithium-Eisenphosphat-Technik oder Blei-Säure-Technik. Antriebsleistung 10 kW, Reichweite von 40 km bis 120 km, Höchstgeschwindigkeit 50 km/h, Aufbauten wahlweise als feste Pritsche, Kipper, Kastenaufbau u. v. m.
  - Modell Goupil G5

- Hebei Yogomo Motors
  - Modell Yogomo YGM5010XXYBEV
  - Modell Yogomo YGM5011XXYBEV
  - Modell Yogomo YGM5012XXYBEV
  - Modell Yogomo YGM5021XXYBEV

- IndiMO Automotive GmbH
  - Modell IndiMO City Pickup (deutsche Version des chinesischen „Fulu EPK“), ein dreirädriger zweisitziger Pickup mit 7,5 kW Motorleistung, Blei-Gel-Batterie 72 V 150 Ah, Höchstgeschwindigkeit 85 km/h

- Italcar
  - Modell Italcar Attiva NEV C4S

- Jinan Sikixing Corp.
  - Modell Sikixing M1 EV[159]
  - Modell Sikixing M4 EV[159]

- Jumbo-Garage
  - Jumbolino ist die Bezeichnung einer Modellreihe von Elektrokarren des schweizerischen Herstellers Jumbo-Garage aus Zermatt. Die Modellreihe setzt sich zusammen aus Jumbo-Garage Jumbolino Typ T, einem Plattformwagen mit drei Tonnen Nutzlast, Jumbo-Garage Jumbolino Typ K, einem Drei-Seiten-Kipper mit hydraulisch betätigter Kippvorrichtung sowie Jumbo-Garage Jumbolino Typ P, einem Personentransporter in der Art eines Nahverkehrsbusses.

- Kaiyun Motors
  - Modell Kaiyun Pickman[160]

- Liaocheng Xiaomi New Energy Automobile
  - Modell Zhongqi Xiaomi Cute Pickup Truck EV[161]

- Longrui New Energy Automobile Group
  - Modell Longrui Auto Utility Pickup Truck EV[162]

- Loyds Industri AS
  - Modell Loyds Paxster EV

- V. Meili AG
  - Modell Meili BEAT.e[163]
  - Modell Meili RETO.e[163]

- Nikola Motor Co.
  - Modell Nikola Zero BEV[164]

- Pihsiang Electric Vehicle Manufacturing Co., Ltd.
  - Modell Achensa C200
  - Modell Achensa C500

- Polaris Industries
  - Modell Polaris Ranger EV
  - Modell Polaris Ranger EV Pursuit Camo

- Renault
  - Modell Renault Twizy Cargo Z.E.[165]

- Renqui Wanda Electric Bicycle Corp.
  - Modell Wanda QY5021 Minivan EV[166]
  - Modell Wanda QY5021 Pickup Truck EV[166]

- Sendi New Energy Corp.
  - Modell Sendi Coope Kuka EV[167]

- Sero Electric
  - Modell Sero Electric Cargo Alto
  - Modell Sero Electric Cargo Bajo

- Shandong Dezhou Fuxing Electric Cars Corp.
  - Modell Fulaiwo Polaris EV[168]

- Shandong Hongdi Motorcycle Corp.
  - Modell Hongdi Little Flying Tiger EV[169]

- Shandong Qianli New Energy Technology Corp.
  - Modell Qianli Kele EV[170]

- Shandong Tangjun Ouling Automobile Manufacture Co., Ltd.
  - Modell T-King TJ-EC01

- Shenzhen Greenwheel Electric Vehicle Group Co., Ltd.
  - Modell Jummer GW12-A06L38-01[171][172]

- Simpa
  - Modell Simpa JDM MaxVt All-Electric

- Stimbo Elektrofahrzeuge
  - Stimbo Elektrofahrzeuge ist ein Schweizer Hersteller von Elektrofahrzeugen nach Kundenwunsch mit Sitz im Tourismusort Zermatt. Die Produktepalette zieht sich von Muldenkipper zum Kleinbus, vom batteriebetriebenen Riffelalptram zum Personentaxi, bis hin zu Kranfahrzeugen. Die meisten Fahrzeuge verkehren in Zermatt selber und sind somit nicht größer 4 m × 1,4 m × 2 m.

- Technical Studio
  - Modell Little EBOX

- Terra Motors
  - Modell Terra Motors EV Tricycle Taxi 001

- Tomcar
  - Modell Tomcar LV-1

- Tropos Motors
  - Modell Tropos Able ST
  - Modell Tropos Able XT1
  - Modell Tropos Able XT2

- ViaEV
  - Modell ViaEV Cargo

- Viridian Motor
  - Modell Viridian Motor WR 100
  - Modell Viridian Motor WR 200

- Volkswagen
  - Modell VW e-Load-Up![173]

- Volteis
  - Modell Volteis V+

- Xinlonghai New Energy
  - Modell Xinlonghai 2300 LSEV[174]

- Zhangjiakou Guanrun Automobile
  - Modell Jingcai Feiduo Chang LSEV[175]

- Zibo Tiema Electric Vehicle Corp.
  - Modell Tiema Little Beetle EV[176]

- ZNTK-Radom Sp.o.o.o
  - Modell ZNTK-Radom Elipsa Verstyle, ein zweisitziger Personentransportkarren (L×B×H: 2,46 m × 1,2 m × 1,8 m) mit einer maximalen Zuladung von 150 kg, Reichweite: 60–70 km Blei-Gel 48 V 185 Ah, Höchstgeschwindigkeit: 26,5 km/h, Ladezeit: 8 h[177]

## Modelle in Entwicklung oder mit anlaufender Produktion
Folgende Modelle befinden sich gegenwärtig in der Entwicklung, oder deren Produktion ist zurzeit im Anlaufen begriffen:
| Name | Hersteller                               | Produktionsbeginn | Stückzahlen | Stand   |
| --- | ---------------------------------------- | --- | --- | ------- |
| 3ME Tech TRITEV (Radlader)                                                                                                  | 3ME Technology                           | Ein batterieelektrisch angetriebener 20-Tonnen-Radlader des Herstellers „3ME Technology“ ist im Oktober 2020 im australischen Newcastle präsentiert worden. Das Modell ist für den untertägigen Bergbau konzipiert. | | 2020-12 |
| Atlis XT BEV | Atlis Motor Vehicles                     | Die Verantwortlichen des US-amerikanischen Startup-Unternehmens Atlis Motor Vehicles beabsichtigen, einen großen batterieelektrisch angetriebenen Pickup mit Allradantrieb und Anhängerkupplung in absehbarer Zeit auf die Straße zu bringen. Einen ersten Prototyp gibt es bereits. | | 2019-11 |
| Avevai Iona Truck BEV | Avevai                                   | Das Startup Avevai aus Singapur hat auf der Guangzhou Auto Show im Herbst 2018 einen neuen E-Transporter sowie einen kleinen E-Lkw vorgestellt. Das Chassis beider Fahrzeuge wurde zusammen mit Daimler und dem chinesischen Hersteller Foton in Stuttgart entwickelt. Beide Stromer gehören zu Avevais Iona-Reihe und werden über einen an der Hinterachse angebrachten Elektromotor mit 100 kW und 360 Nm angetrieben. Die Höchstgeschwindigkeit ist bei 100 km/h abgeregelt. Erstmals kommt bei dem Duo ein sogenannter Superkondensator-Batterie-Syntheseschaltkreis zum Einsatz, eine Kombination aus einer Lithium-Mangan-Batterie mit 80 kWh Kapazität und Graphen-basierten Superkondensatoren (GEMS). Entwickelt wurde dieser vom singapurischen Unternehmen E-Synergy. Dank der Technologie soll der E-Transporter auf eine Reichweite von 330 km (NEFZ) und der E-Leichtbau-Truck auf vkm kommen. Außerdem heißt es, dass die Traktionsbatterie eine längere Lebensdauer als üblich aufweist, da die Beschleunigungs- und Rekuperationsenergie aus reaktionsschnellen Zwischenspeichern entnommen wird. Die Iona-Modellfamilie wird bei Beiqi Foton in China produziert; in den chinesischen Markt werden die Modelle im Februar 2019, in den europäischen und in den amerikanischen Markt werden diese im Mai 2019 eingeführt. | | 2018-11 |
| Avevai Iona Van BEV | Avevai                                   | Das Startup Avevai aus Singapur hat auf der Guangzhou Auto Show im Herbst 2018 einen neuen E-Transporter sowie einen kleinen E-Lkw vorgestellt. Das Chassis beider Fahrzeuge wurde zusammen mit Daimler und dem chinesischen Hersteller Foton in Stuttgart entwickelt. Beide Stromer gehören zu Avevais Iona-Reihe und werden über einen an der Hinterachse angebrachten Elektromotor mit 100 kW und 360 Nm angetrieben. Die Höchstgeschwindigkeit ist bei 100 km/h abgeregelt. Erstmals kommt bei dem Duo ein sogenannter Superkondensator-Batterie-Syntheseschaltkreis zum Einsatz, eine Kombination aus einer Lithium-Mangan-Batterie mit 80 kWh Kapazität und Graphen-basierten Superkondensatoren (GEMS). Entwickelt wurde dieser vom singapurischen Unternehmen E-Synergy. Dank der Technologie soll der E-Transporter auf eine Reichweite von 330 km (NEFZ) und der E-Leichtbau-Truck auf 300 km kommen. Außerdem heißt es, dass die Traktionsbatterie eine längere Lebensdauer als üblich aufweist, da die Beschleunigungs- und Rekuperationsenergie aus reaktionsschnellen Zwischenspeichern entnommen wird. Die Iona-Modellfamilie wird bei Beiqi Foton in China produziert; in den chinesischen Markt werden die Modelle im Februar 2019, in den europäischen und in den amerikanischen Markt werden diese im Mai 2019 eingeführt. | | 2018-11 |
| Bollinger B1 (Offroader-Kastenwagen)                                                                                        | Bollinger Motors                         | Anfang August 2017 hat die Startup-Firma Bollinger Motors bei einem privaten Medienevent des Classic Car Club of Manhattan einen neuen batterieelektrisch angetriebenen Geländewagen vorgestellt. In den ersten rund zweieinhalb Wochen nach der Präsentation meldeten sich über 6000 Interessenten. Bei den Vorreservierungen, die mittlerweile möglich geworden sind, beläuft sich deren Anzahl auf bislang über 19.000 (Stand Ende August 2018). Planungen zufolge soll das Modell Ende 2019 in die Hauptserienproduktion gelangen, mit ersten Auslieferungen im Jahr 2020. Prototypentests finden seit geraumer Zeit statt. Ob es bei dem Zeitplan bleiben kann, muss sich noch erweisen: das Startup steht vor der Aufgabe, die Finanzierung der Produktion hinzubekommen. Immerhin hat der Hersteller im September 2019 serienreife Prototypen der Modelle Bollinger B1 sowie B2 vorweisen können. Das Exterieur kommt im Stil eines Landrover Defender daher. Der batterieelektrische Allradantrieb des Modells B1 leistet eine maximale Motorleistung von 614 PS bei einem Spitzendrehmoment von 905,7 Newtonmetern. Aus einer Traktionsbatterie mit 120 Kilowattstunden Ladekapazität für eine Reichweite 200 Meilen / 322 Kilometern (vermutlich gemäß amerikanischem EPA-Fahrzyklus) wird die benötigte elektrische Energie fürs Fahren und Ziehen von Anhängern bezogen. | | 2019-10 |
| Bollinger B2 (Offroader-Pickup)                                                                                             | Bollinger Motors                         | Während der Bollinger B1 im Landrover-Defender-Stil als Offroader-Kastenwagen ausgeführt ist, kommt der Bollinger B2 als Offroader-Pickup mit oder ohne Pritsche daher. Der gesamte Vorderwagen sieht genau baugleich zum B1 aus. Auch die Motorisierung dürfte die gleiche wie im B1 sein. Eine Erweiterung der Kabine hin zu einem viertürigen Kabinenaufbau ist grundsätzlich möglich. Die Konstruktion des B2 ist weitgehend an Kundenbedürfnisse anpassbar. Angesichts der Corona-Pandemie ist das Ingenieurteam von Bollinger derzeit (Anfang August 2020) im Quarantäne-Rahmen in die Tele-Heimarbeit verbannt. Der Chef Robert Bollinger schätzt, dass ein größeres Quantum an praktischer Prototypen-Entwicklungsarbeit erst im Herbst 2020 wird in Angriff genommen werden können. | | 2020-08 |
| Bollinger Deliver-E (Transporter)                                                                                           | Bollinger Motors                         | Gemäß Planungen beabsichtigen die Verantwortlichen des Herstellers „Bollinger Motors“, im Jahr 2022 einen batterieelektrisch angetriebenen Lieferwagen in eine Serienproduktion hineinzuführen. Erste Konzeptideen für diesen Lieferwagen gibt es bereits. Die Traktionsbatterie für das Lieferwagenmodell „Deliver-E“ soll nach den Vorstellungen der Macher skalierbar werden; unterschiedliche Traktionsbatteriegrößen sollen in bestimmten Abstufungen für die Kunden erhältlich werden. | | 2020-08 |
| BYD D9W | Build Your Dreams                        | Das 13,2 Meter lange Niederflur-Busmodell ist für den brasilianischen und eventuell südamerikanischen Markt vorgeplant. Es ist auf dem achten Weltwasserforum im März 2018 in der brasilianischen Hauptstadt Brasilia der Öffentlichkeit präsentiert worden. | | 2018-03 |
| BYD Enviro200EV | Build Your Dreams                        | Der 10,8 Meter lange Niederflur-Nahverkehrsbus bietet 33 Sitzplätze und einen Rollstuhlplatz. Die Firma Alexander Dennis Limited hat offenbar die Adaption des BYD-Modells für den lokalen Markt vorgenommen. Der Bus ist auf der Euro Bus Expo 2018 in Birmingham der Öffentlichkeit präsentiert worden. | | 2018-11 |
| BYD Enviro400EV | Build Your Dreams                        | Der elektrische Doppeldeckerbus mit ADL-Aufbau ist im Frühjahr 2019 in England auf den Markt gekommen. | | 2018-11 |
| Canoo MPDV1 (Transporter)                                                                                                   | Canoo Inc.                               | Verantwortliche des in Torrance bei Los Angeles, Kalifornien, angesiedelten Startup „Canoo Inc.“ planen, 2023 ein batterieelektrisch angetriebenes Mehrzweck-Lieferfahrzeug zunächst auf den amerikanischen Markt zu bringen. Das Modell „Canoo MPDV1“ kommt auf eine Länge von 4,39 m, eine Breite von 1,95 m und eine Höhe von 1,89 m. Angetrieben wird das Fahrzeug von einer 147 kW starken E-Maschine. Insgesamt stehen mit 40, 60 und 80 kWh drei flüssigkeitsgekühlte Batteriegrößen zur Auswahl. Als geschätzte WLTP-Reichweiten nennt Canoo rund 274, 402 bzw. 483 Kilometer. Das Ladevolumen wird (ab Rückseite der Trennwand) mit 5,66 m³ angegeben. Hinzu kommen noch rund 0,85 m³ in der Kabine. Bei der Nutzlast gibt das Startup mit der kleinen Batterie rund 898 kg, mit der mittleren Batterie rund 798 kg und mit der großen Batterie noch 699 kg an. Zu den Ladezeiten äußert sich Canoo nicht. Von einer – neben der AC-Lademöglichkeit – DC-Lademöglichkeit ist jedoch auszugehen, denn ein CCS-Anschluss scheint vorgeplant zu sein. Darüber hinaus wird auch die Möglichkeit bestehen, Elektrogeräte wie Laptops, Bohrmaschinen oder auch Sägen anzuschließen. Hierfür wird das Fahrzeug mit einem Wechselstrom-Anschluss ausgerüstet. Zunächst kann das Fahrzeug in den USA reserviert werden. Nach seinem US-Debüt will Canoo versuchen, das Mehrzweck-Lieferfahrzeug in anderen Märkten wie Kanada, Mexiko und Europa auf den Markt zu bringen. | | 2020-12 |
| Canoo MPDV2 (Transporter)                                                                                                   | Canoo Inc.                               | Verantwortliche des in Torrance bei Los Angeles, Kalifornien, angesiedelten Startup „Canoo Inc.“ planen, 2023 ein batterieelektrisch angetriebenes Mehrzweck-Lieferfahrzeug zunächst auf den amerikanischen Markt zu bringen. Das Modell „Canoo MPDV2“ kommt auf eine Länge von 5,21 m, eine Breite von 2,19 m und eine Höhe von 2,56 m. Auch diese Version wird mit einem 147 kW starken E-Motor angetrieben. Zur Auswahl stehen auch beim MPDV2 insgesamt drei Batteriegrößen. Als geschätzte WLTP-Reichweiten gibt das Startup für die kleine Batterie mit 40 kWh rund 177 km, für die mittlere Batterie mit 60 kWh rund 306 km und für die große Batterie mit 80 kWh noch etwa 402 km an. Das Ladevolumen wird (ab Rückseite der Trennwand) mit 12,74 m³ angegeben. Hinzu kommen noch rund 1,42 m³ in der Kabine. Die Nutzlast liegt bei der kleinen Batterie bei 798 kg, bei der mittleren Batterie bei 699 kg und bei der großen Batterie noch bei 599 kg. Zu den Ladezeiten äußert sich Canoo nicht. Von einer – neben der AC-Lademöglichkeit – DC-Lademöglichkeit ist jedoch auszugehen, denn ein CCS-Anschluss scheint vorgeplant zu sein. Darüber hinaus wird auch die Möglichkeit bestehen, Elektrogeräte wie Laptops, Bohrmaschinen oder auch Sägen anzuschließen. Hierfür wird das Fahrzeug mit einem Wechselstrom-Anschluss ausgerüstet. Einen ersten fahrbaren Prototypen des „Canoo MPDV2“ gibt es bereits: die Fotos zeigen ein ultrafuturistisches Design. Zunächst kann das Fahrzeug in den USA reserviert werden. Nach seinem US-Debüt will Canoo versuchen, das Mehrzweck-Lieferfahrzeug in anderen Märkten wie Kanada, Mexiko und Europa auf den Markt zu bringen. | | 2020-12 |
| Chang'an Oushang EV | China Chang'an Automobile                | Nach Planungen soll das Modell Anfang des Jahres 2016[veraltet] auf den chinesischen Markt gebracht werden. | | 2015-08 |
| Citroën ë-Berlingo (Fourgonnette) BEV (Baureihe III) (Kastenwagen)                                                          | Stellantis                               | Aller Voraussicht nach wird dieses Modell außer den bereits erhältlichen Verbrennerantriebsvarianten 2021 noch eine batterieelektrische Variante hinzubekommen. Planungen zufolge soll es in der zweiten Hälfte des Jahres 2021 in den europäischen Markt eingeführt werden. Das Kastenwagenmodell ist in zwei Längen vorgeplant: in der Länge M mit 4,4 m sowie in der Länge XL mit 4,75 m. Karosserie, Rahmen und Insassenkabine (samt Laderaum) setzen auf dem e-CMP-Fahrgestell des Stellantis-Konzerns auf. Als Elektroantrieb dient dem Modell ein Front-E-Antrieb mit 100 kW, also 136 PS, Spitzenmotorleistung bei 260 Newtonmeter Maximaldrehmoment in Kombination mit einer Traktionsbatterie mit einer Ladekapazität von 50 kWh brutto. Die Brutto-Ladekapazität setzt sich aus ungefähr 46 kWh Nettoladekapazität plus etwa 4 kWh Notlaufreserve zusammen. Die WLTP-Reichweite liegt damit bei etwa 275 Kilometern. Für das Laden steht eine 100-kW-CCS-DC-Schnellladefunktion zur Verfügung; mit ihr kann die Batterie zu etwa 80% des Maximalniveaus in etwa 32 Minuten geladen werden. Mit dem standardmäßig vorgesehenen 1-phasigen Onboardlader mit einer Ladeleistung von 7,4 kW benötigt das Aufladen der Batterie etwa 7 Stunden, 24 Minuten. Optional wird alternativ gegen Aufpreis ein 3-phasiger Onboardlader mit 11 kW Ladeleistung angeboten. Das Ladevolumen kann für die Größe XL bis zu 4,4 m3 betragen. In der M-Version können 800 kg zugeladen werden; in der XL-Version sind es 750 kg. | | 2021-01 |
| Citroën ë-Jumper BEV (Großer Transporter)                                                                                   | Stellantis                               | Aller Voraussicht nach wird dieses Modell außer den bereits erhältlichen Verbrennerantriebsvarianten Ende des Jahres 2020 noch eine batterieelektrische Variante hinzubekommen. | | 2020-12 |
| CityFreighter CF1 | CityFreighter                            | Bei dem Modell handelt es sich um einen Transporter mit einer Nutzlast von 2,5 Tonnen. Der Prototyp des Stromers soll im zweiten Quartal 2019 vorgestellt werden, die Auslieferung der ersten Exemplare am amerikanischen Markt voraussichtlich Anfang 2020 erfolgen. | | 2018-11 |
| DAF CF Electric | DAF                                      | Bei dem Modell handelt es sich um eine 9,7 Tonnen schwere Sattelzugmaschine, die für Anwendungen mit bis zu 40 Tonnen in städtischen Gebieten entwickelt wurde. Der Elektroantrieb des E-Trucks leistet 210 kW; zum Antrieb gehört eine Traktionsbatterie mit 170 kWh Ladekapazität. 100 km Reichweite sollen damit möglich werden. CCS-Schnellladetechnik soll dafür sorgen, dass die Batteriepacks innerhalb von eineinhalb Stunden wieder aufgeladen sind. Eine erste Kleinserie soll noch 2018 bei Kunden von DAF in Betrieb gehen. | | 2018-05 |
| Dennis eCollect | Terberg RosRoca                          | Dennis Eagle, Tochterunternehmen des britischen Herstellers Terberg RosRoca, beabsichtigt, bis Ende 2019 einen 26-Tonner als Müllentsorgungs-LKW in die Serienproduktion hineinzuführen. | | 2018-05 |
| Dongfeng Wuxing Minivan-L (L=Lithium)                                                                                       | Dongfeng und Zap Jonway                  | Eine Produktionsstraße in der Fabrik des Herstellers ZAP Jonway in Zhejiang soll ab dem vierten Quartal des Jahres 2014[veraltet] auf die Montage batterieelektrischer Fahrzeuge hin erweitert werden, was sich dahingehend auswirkt, dass dieses Modell dann (unter anderen Modellen auch) darauf produziert werden kann. Nach Planungen soll gemäß einem vereinbarten Liefervertrag ZAP Jonway über seinen Distributor Shi Kong zum OEM für Dongfeng avancieren und nach der Zulassung des Fahrzeugs durch die Regierung ab der zweiten Jahreshälfte des Jahres 2015[veraltet] mit der Lieferung von den im ersten Lieferjahr vorgesehenen 5.000 Stück an Dongfeng beginnen. (ZAP Jonway und Shi Kong planen, bis Juni 2015 mit den der Serienproduktion vorangehenden Schritten fertig zu sein.) In den nachfolgenden Jahren soll die Stückzahl auf 50.000 pro Jahr gesteigert werden. | | 2015-02 |
| e.Go Mover | Next.e.GO Mobile SE und ZF               | Die ersten Einheiten des e.Go Mover, eines Kleinbusses mit fortgeschrittenen autonomen Fahrfähigkeiten, sollen im Sommer 2018 [veraltet] in den Testbetrieb gehen. | | 2017-05 |
| EVUM aCar | EVUM Motors                              | Allradgetriebener Kleinlastwagen eines Spin-off-Unternehmens der Technischen Universität München. Ein Prototyp wurde auf der IAA 2017 präsentiert. Mitte 2020 wurden erste Auslieferungen für 2021 angekündigt. | | 2020-06 |
| Fiat E-Ducato (Transporter)                                                                                                 | Fiat-Chrysler Automobiles                | Gemäß vorangegangener Planungen müsste die Auslieferung von Fahrzeugen der Vorserie der batterieelektrisch angetriebenen Variante des FIAT Ducato in Zusammenarbeit mit ausgewählten Kunden bereits vonstatten gegangen sein. Anfang Juni 2020 hat die Markteinführung des Fiat E-Ducato begonnen. In der Folgezeit soll es allmählich zu den ersten Auslieferungen des Modells kommen. Das Modell kommt mit einem batterieelektrischen Antrieb mit einer Maximalleistung von 90 kW, also 122,4 PS, bei 280 Newtonmeter Spitzendrehmoment daher. Mit Energie versorgt wird der Elektroantrieb aus einer Traktionsbatterie, zu der unterschiedliche Batteriegrößen (etwa mit einer Ladekapazität von 47 kWh oder mit einer von 79 kWh) für unterschiedliche erzielbare Reichweiten zur Verfügung stehen. Je nach Form und Größe des Kastenaufbaus ergeben sich unterschiedlich große Ladevolumina zwischen 10 und 17 Kubikmetern. Die maximale Nutzlastmasse beträgt 1950 Kilogramm. Seit ungefähr Mitte August 2020 lässt sich der FIAT E-Ducato für den käuflichen Erwerb vorreservieren. Ab Herbst soll das Modell auf den wichtigsten europäischen Märkten, zu denen vermutlich auch Deutschland gehört, verfügbar, soll heißen, ausgeliefert werden. | | 2020-08 |
| Ford F-150 Electric BEV (vierzehnte Baureihe) (Pickup)                                                                      | Ford Motor Company                       | Eine batterieelektrisch angetriebene Variante des Ford F-150 befindet sich in Vorbereitung. Über das zukünftige Design des Modells hat der Hersteller bereits recht klare Vorstellungen. Genaueres über die Terminplanungen zu dem Modell sind jedoch noch nicht bekannt (Stand: November 2020). | | 2020-11 |
| Ford Transit Electric BEV (achte Baureihe) (Transporter)                                                                    | Ford Motor Company                       | Nach Planungen soll frühestens Ende 2021/Anfang 2022 (vermutlich mit der achten Baureihe kommend) eine batterieelektrische Variante des Ford Transit auf den Markt gebracht werden. Der Anlauf der Hauptserienproduktion des zweisitzigen Transporters „Ford Transit Electric BEV“ wird ungefähr im Laufe des Jahres 2022 erwartet. Der Elektroantrieb des Modells besitzt eine Spitzenleistung von 198 kW, also 269,2 PS, bei 429,8 Newtonmeter Maximaldrehmoment. Die Lithium-Ionen-Traktionsbatterie besitzt eine Ladekapazität von 67 kWh. Der Gleichstrom-Schnelllader liefert eine Ladeleistung von 115 kW; der AC-Onboard-Lader eine von 10,5 kW. Das Aufladen von 15 auf 80 % des Ladeniveaus dauert mit dem Gleichstrom-Schnelllader 34 Minuten. | | 2020-11 |
| Freightliner eCascadia (Sattelschlepper)                                                                                    | Daimler                                  | Nach Planungen soll das Modell, eine Class-8-Sattelzugmaschine für amerikanische Semi-Trucks, 2018 in die Erprobung gehen. Das Modell ist ausgestattet mit einem 537-kW-Elektroantrieb; die Traktionsbatterie hat eine Ladekapazität von 550 kWh und soll für 400 Kilometer Reichweite gut sein. Eineinhalb Stunden soll das Wiederaufladen der Batterie zu 80 Prozent der Ladekapazität dauern. Die Haupt-Serienproduktion ist für das Jahr 2021 angesetzt. | | 2018-06 |
| Freightliner eM2 (9-bis-12-t-LKW)                                                                                           | Daimler                                  | Nach Planungen soll das Modell, ein 9-bis-12-Tonner, 2018 in die Erprobung gehen. Das Modell ist für den lokalen Verteiler- und Zustellverkehr bestimmt. Das Modell besitzt einen Elektroantrieb mit einer maximalen Motorleistung von 353 kW; die 325-kWh-Traktionsbatterie soll 370 Kilometer Reichweite ermöglichen. Die Haupt-Serienproduktion ist für das Jahr 2021 angesetzt. | | 2018-06 |
| GMC Hummer EV (Pickup) | General Motors                           | Nachdem mittlerweile eine ganze Anzahl von Herstellern Pickups mit batterieelektrischem Antrieb angekündigt haben, ist nun auch General Motors als Hersteller mit dabei. Schließlich handelt es sich bei den Pickups um ein bedeutendes Marktsegment im nordamerikanischen Automarkt. Eine erste Präsentation zu dem neuen Modell war für den 20. Oktober 2020 anberaumt und hat in der Tat stattgefunden. Der „GMC Hummer EV“ kommt mit einem dreimotorigen batterieelektrischen Antrieb daher. Die Spitzenmotorleistung des geländetauglichen Gefährts beträgt 745 kW, also 1.012,9 PS bei einem Maximaldrehmoment von 2.030 Newtonmetern. Was an die Grenze des Vorstellbaren geht: Die Beschleunigung des Pickups von Null auf 100 km/h soll angeblich ungefähr drei Sekunden betragen. Die limitierte Markteinführungsedition des Modells, der sogenannte „GMC Hummer EV Edition 1“, soll ab Herbst 2021 in vier Ausführungsvarianten an Kunden ausgeliefert werden. In den USA war die Markteinführungsedition nach Freischaltung der Online-Konfiguratoren im Internet am 20. Oktober 2020 durch den Hersteller innerhalb von etwa einer Stunde ausverkauft. Deshalb wird eine Erhöhung des jährlichen Produktionsausstoßes durch den Hersteller General Motors nun erwogen (Stand: Dezember 2020). Mittlerweile sind Prototypentests zu dem Modell im Gange. | Planungen zufolge soll das Modell in der „Factory Zero“ in Detroit-Hamtramck in Serie gebaut werden.                                       | 2020-12 |
| GMC Sierra EV (Pickup) | General Motors                           | Im Dezember 2020 hat Lynn Thompson, der Präsident der in Missouri ansässigen Handelsvertretung der Marken Buick, GMC und Cadillac, gegenüber der Zeitung „Detroit Free Press“ durchblicken lassen, dass sich ein batterieelektrisch angetriebener „GMC Sierra“ bei General Motors in der Entwicklung befände. Einen Termin könne man aber noch nicht nennen, so Thompson sinngemäß. GMC-Chef Duncan Aldred gab sinngemäß zu verstehen, dass der Schritt, einen batterieelektrisch angetriebenen „Sierra“ zu bauen, nicht bedeute, dass man auf den Verkauf von Verbrennern demnächst verzichten wolle. | | 2020-12 |
| Great Wall Poer EV (= Great Wall Pao EV) (Pickup)                                                                           | Great Wall Motor                         | Im September 2020 ist ein batterieelektrisch angetriebener Pickup des chinesischen Herstellers Great Wall Motors auf der Beijing Auto Show der Öffentlichkeit präsentiert worden. Er könnte demnächst auf den chinesischen Markt kommen. Auch die Belieferung anderer Märkte mit dem Modell – wie etwa Australien – wird für realisierbar gehalten. Der Elektroantrieb des Modells leistet in der Spitze 150 kW, also 203,9 PS, bei einem Maximaldrehmoment von 300 Newtonmetern. | | 2020-12 |
| GreenPower EV350 | GreenPower                               | Nach Planungen sollen die Fahrzeuge des Modells in der Fengtai-Fabrik in der Volksrepublik China gefertigt und anschließend zur Endmontage zum nordamerikanischen Kontinent hin verfrachtet werden. Die Endmontage des Modells soll zum Ende des zweiten Quartals des Jahres 2015[veraltet] beginnen. | | 2015-03 |
| Havelaar Bison BEV | Havelaar Group                           | Am 30. Mai 2017 debütierte ein Concept Car, das einen batterieelektrisch angetriebenen Pickup in dessen Grundzügen zeigt, auf der EMC Show in Markham, Ontario/Kanada. Wann das Modell in Serie gehen könnte, ist noch unklar. Vorplanungen gehen dahin, dass das Modell in der kanadischen Provinz Ontario in Serie gebaut wird. Tatsache ist, dass der Hersteller eine Projektkooperation mit der Universität von Toronto besitzt; und dass das Modell für den robusten Einsatz in Kanada konzipiert ist. | | 2017-05 |
| Hercules Alpha BEV (Pickup)                                                                                                 | Hercules Electric Vehicles               | Das amerikanische Startup „Hercules Electric Vehicles“ plant, einen Pickup zu bauen. Das neue Modell soll auf Komponenten des aktuellen „Nissan Titan“ zurückgreifen, wobei letzterer mit einem 5,6-Liter-V8-Verbrennungsmotor ausgestattet ist. Im Unterschied dazu soll der „Hercules Alpha BEV“ einen batterieelektrischen Antrieb bekommen. | | 2020-11 |
| Hyundai County BEV | Hyundai-Kia Automotive                   | Neben den bereits bestehenden Verbrenner-Antriebsvarianten soll für den kleineren Nahverkehrsbus „Hyundai County“ auch eine batterieelektrische Variante auf den Markt kommen. Die Ladekapazität der Traktionsbatterie beträgt 128 kWh; das Wiederaufladen der Batterie (vermutlich auf ein Ladeniveau von 80 %) beträgt 1 Stunde 12 Minuten. Auf der hauseigenen Hyundai Truck & Bus Business Fair in Goyang nördlich von Seoul stellte der Konzern jetzt die neue batterieelektrisch angetriebene Variante vor. | | 2019-09 |
| Hyundai Elec-City | Hyundai-Kia Automotive                   | Nach Planungen soll das Modell, ein Niederflur-Nahverkehrsbus für maximal 51 Passagiere, Anfang des Jahres 2018 auf den Markt gebracht werden. Auf der firmeneigenen Nutzfahrzeugausstellung „Hyundai Truck & Bus Mega Fair“, die vom 25.–28. Mai 2017 in Goyang stattgefunden hat, soll das Modell der Öffentlichkeit präsentiert worden sein. Es soll mit einer 256-kWh-Traktionsbatterie ausgestattet sein, die nach Herstellerangaben ungefähr 290 Kilometer Reichweite ermöglicht. | | 2017-04 |
| IC Bus chargE (amerikanischer Schulbus)                                                                                     | Navistar International                   | Nach Planungen soll das Modell, ein amerikanischer Schulbus, ab 2019 in Serienproduktion gehen. | | 2018-03 |
| Iconiq Motors 7 BEV | W Motors und Tianjin Aiking New Energy   | Der Prototyp zu diesem Modell hat auf der Shanghai Auto Show im April 2017 sein Debüt erhalten; zukünftig soll ein darauf basierendes, serienproduktionsreifes Modell in den chinesischen Markt eingeführt werden (Stand: April 2017). Zu diesem Zweck soll im Jahr 2019 die Hauptserienproduktion in Gang gesetzt werden. Bei der Überführung des Modells in die Serienproduktion soll der Auftragsfertiger und Zulieferer Magna Steyr technologisches Know-how in das Vorhaben einbringen. Mit 224 PS E-Motor-Leistung soll der Van aufwarten. Mittlerweile hat der Hersteller im Stadtteil Jinghai der ostchinesischen Hafenstadt Tianjin in dem Produktionsgelände des ehemaligen Herstellers Tianqi Meiya einen geeigneten Platz für die Fertigung des „Iconic Motors 7“ gefunden. In Zusammenarbeit mit den Stadtbehörden von Jinghai könnte die Fertigung zustande kommen, denn der vormalige Hersteller Tianqi Meiya besitzt noch eine gültige Produktionslizenz für seine ehemalige Produktionsstätte. Dies kann dadurch geschehen, dass die Stadtbehörde von Jinghai die Anteilsscheine und die Produktionslizenz von dem vormaligen Hersteller Tianqi Meiya erwirbt. Weitere Schritte sind dann noch zu unternehmen. | | 2019-08 |
| JAC Sunray i6 | Anhui Jianghuai Automobile Company       | Im November 2016 ist das Modell auf der Guangzhou Auto Show der Öffentlichkeit präsentiert worden. Nach Planungen soll es im Laufe des Jahres 2017[veraltet] in den chinesischen Markt eingeführt werden. | | 2016-11 |
| Jinbei JBC Qiyun EV | Jinbei                                   | Im November 2016 ist das Modell auf der Guangzhou Auto Show der Öffentlichkeit präsentiert worden. Nach Planungen soll es im Laufe des Jahres 2017[veraltet] in den chinesischen Markt eingeführt werden. | | 2016-11 |
| Karsan Atak Electric | Karsan Otomotiv Sanayii ve Tic.          | Ein Niederflur-Nahverkehrsbus des türkischen Herstellers Karsan wird mit zwei Sitzplatzvarianten erhältlich und bietet eine Gesamtkapazität von bis zu 52 Personen. Der Elektroantrieb besitzt eine Motorleistung von 230 kW/313 PS bei einem Maximaldrehmoment von 2400 Newtonmetern. Die Traktionsbatterie besitzt eine Ladekapazität von 220 kWh. Bei der Batterie greift man auf Technik von BMW zurück. Durch Energierückgewinnung (Rekuperation) können bis zu 25 Prozent der Bewegungsenergie in die Traktionsbatterie zurücktransferiert werden. Nach Planungen soll das Modell im August 2019 in die Hauptserienproduktion gehen. | | 2019-07 |
| Lightning Systems LEV100 (Chevrolet-6500XD-Umbau)                                                                           | Lightning Systems                        | Erste Auslieferungen des Class-6-Lastwagens (mit einem Gesamtgewicht von 19.501 bis 26.000 Pfund (8,846 bis 11,793 Tonnen)) sollen im vierten Quartal des Jahres 2018 erfolgen. | | 2018-09 |
| Linkker 12 LF | Linkker                                  | Der finnische Hersteller beabsichtigt, sein neues Modell, einen batterieelektrisch angetriebenen Niederflur-Nahverkehrsbus, im Spätherbst des Jahres 2018 der Öffentlichkeit zu präsentieren. | | 2018-09 |
| Lohr Le Cristal | Lohr Minibus                             | Das Modell geht ab 2017[veraltet] in Straßburg in die Testflottenerprobung. | | 2016-09 |
| Lordstown Endurance (Pickup)                                                                                                | Lordstown Motors                         | Im Jahr 2019 hat das Startup-Unternehmen Lordstown Motors von General Motors das Gelände einer ehemaligen Fabrik in Lordstown im US-Bundesstaat Ohio erworben, um dort später einen batterieelektrisch angetriebenen Pickup und möglicherweise noch andere Fahrzeugmodelle zu fertigen. Derzeit ist Lordtown Motors unter anderem damit befasst, einen Gang an die Technologiebörse Nasdaq vorzubereiten, der im vierten Quartal des Jahres 2020 zur Börsennotierung des Unternehmens führen soll. Das erste Modell des Unternehmens ist ein batterieelektrisch angetriebener allrädriger Pickup-Truck, dessen Konstruktion vier Elektro-Radnabenmotoren à 600 PS vorsieht. Planungen zufolge soll das Modell in der zweiten Hälfte des Jahres 2021 in Serienproduktion gehen. Prototypen zu dem Modell existieren offenbar bereits. 27.000 Vorreservierungen liegen dem Hersteller zu dem Modell bereits vor (Stand: Anfang August 2020). | | 2020-08 |
| Mahindra Maxximo EV (Powered by REVA)                                                                                       | Mahindra & Mahindra                      | Nach ursprünglichen Planungen sollte das Modell im Oktober 2012 auf den indischen Markt gebracht werden. Dieses Ziel ist bislang nicht realisiert worden. Fahrzeugtests sind im Gange. Zuletzt wurde das Modell im Februar 2014 auf der indischen „Auto Expo 2014“ in Neu-Delhi ausgestellt. | | 2014-02 |
| MAN eTGM | MAN                                      | Im September 2018 ist das Modell auf der Ausstellungsmesse IAA Nutzfahrzeuge in Hannover erstmals der Öffentlichkeit präsentiert worden. Der batterieelektrisch angetriebene 26-Tonner kommt mit einem 264-kW-Elektroantrieb daher. Der mittelschwere LKW kann damit ein Spitzen-Drehmoment von 3100 Newtonmetern auf die Straße bringen. Mit dem Modell, das Ende 2019 seinen Marktstart erhalten soll, hat der Hersteller den urbanen bzw. regionalen Verteilerverkehr im Visier. Die auch mit konventionellen Antrieben verfügbare TGM-Baureihe von MAN wird damit um eine Elektroantriebsvariante ergänzt. | | 2018-10 |
| MAN Lion’s City 12 E | MAN                                      | Bei dem Modell handelt es sich um einen (12 Meter langen) batterieelektrisch angetriebenen Niederflur-Nahverkehrsbus. Dessen Hauptserienproduktion hat im MAN-Zweigwerk Starachowice/Polen im Oktober des Jahres 2020 planungsgemäß begonnen. Das Modell in Gestalt eines 12 Meter langen Solobusses wird angetrieben durch einen batterieelektrischen Antrieb mit einer maximalen Motorleistung von wahlweise 160 kW oder 270 kW (entsprechend Anforderungsprofil) in Kombination mit einer Traktionsbatterie mit einer Ladekapazität von 480 kWh, wodurch eine belastbare Reichweite von 200 bis 270 Kilometern realisierbar werden soll. Die Traktionsbatterie lässt sich per CCS-Gleichstrom mit bis zu 150 kW Ladeleistung aufladen. Der Solobus „MAN Lion’s City 12 E“ bietet 35 Sitzplätze und bis zu 53 Stehplätze, sodass bis zu 88 Passagiere befördert werden können. Begleitende Service-Dienstleistungen für Busbetreiber sind vorgeplant. Erste Auslieferungen sollen zum Ende des Jahres 2020 zustande kommen: so sollen bis Jahresende 2020 die Verkehrsbetriebe Hamburg-Holstein 17 Fahrzeuge des Modells „MAN Lion’s City 12 E“ ausgehändigt bekommen. Auch der Busbetreiber „Nobina Sverige“ soll für die Stadt Malmö 22 Exemplare erhalten. Das Modell ist auf der Messeveranstaltung IAA Nutzfahrzeuge in Hannover im September 2018 der Öffentlichkeit vorgestellt worden. | | 2020-11 |
| MAN Lion’s City 18 E | MAN                                      | Bei dem Modell handelt es sich um einen (18 Meter langen) batterieelektrisch angetriebenen Niederflur-Nahverkehrsbus. Der Gelenkbus „MAN Lion’s City 18 E“ kann bis zu 120 Fahrgäste befördern. An dem Modell sind an der zweiten und dritten Lastachse Elektromotoren mit wahlweise 320 kW oder 480 kW Spitzenmotorleistung untergebracht. Das besagte Gelenkbusmodell soll mit einer Traktionsbatterie von bis zu 640 kWh Ladekapazität ausgestattet sein und eine Reichweite von 200 km erzielen. Auch bei diesem Modell lässt sich die Traktionsbatterie per CCS-Gleichstrom mit bis zu 150 kW Ladeleistung aufladen. Produktionstechnisch folgt der vollelektrische Gelenkbus „MAN Lion’s City 18 E“ dem Modell „MAN Lion’s City 12 E“ um rund sechs Monate nach und soll dementsprechend im ersten Halbjahr des Jahres 2021 in die Hauptserienproduktion hineingeführt werden. | | 2020-11 |
| MAN TGS 4x2 BLS-TS BEV (Sattelschlepper)                                                                                    | MAN                                      | Eine kleine Vorserie, in der neun Fahrzeuge dieses Modells gefertigt werden sollen, befindet sich in Vorbereitung und soll Ende 2018 starten. Zugleich ist das Modell in ein Verbund-Forschungsprojekt in Österreich eingebunden. In Feldversuchen soll der Nutzungsbedarf eines solchen Elektro-Sattelschleppermodells bei Handels- und Logistikkonzernen näher erkundet werden. Zu diesem Zweck werden die Dateien der Fahrdaten nach den Fahrten ausgelesen und ausgewertet. Anfang 2021 startet MAN die Serienfertigung von Elektro-LKWs für den städtischen Verteilerverkehr. | | 2017-02 |
| Maxus e-Deliver 9 BEV | Shanghai Automotive Industry Corporation | Planungen des Herstellers zufolge soll voraussichtlich ein größerer batterieelektrisch angetriebener Lieferwagen im Jahr 2021 unter der Bezeichnung „Maxus e-Deliver 9“ auf einigen europäischen Partialmärkten verkauft werden. Der deutsche und der schwedische Markt gehören zu diesen Partialmärkten. | | 2020-12 |
| Mellor Orion E | Mellor Coachcraft                        | Der britische Busbauer Mellor Coachcraft setzt an zur Markteinführung eines Niederflur-Kleinbusses mit 16 Sitzplätzen. Erste Auslieferungen sollen zum Ende des Jahres 2017 erfolgen. Auf der Busworld Europe im Oktober 2017 soll das Modell präsentiert werden. | | 2017-08 |
| Mercedes-Benz eActros (18-bis-41-t-LKW)                                                                                     | Daimler                                  | Der Mercedes-Benz Actros, im Allgemeinen ein 18-bis-41-Tonnen-Lastkraftwagen, kommt hier speziell in Gestalt der batterieelektrisch angetriebenen Variante „eActros“ zum Tragen. Sie ist für den mittelschweren Verteilernahverkehr bestimmt. (Im Fernverkehr sind derartige Lastkraftwagen noch zu unwirtschaftlich.) Die Variante eActros gibt es künftig als Zwei- und als Dreiachser, je Achse mit einer zulässigen Last von 11,5 Tonnen. Angetrieben wird der Elektro-Lkw von zwei flüssigkeitsgekühlten Dreiphasen-Asynchronmaschinen mit je 125 kW Leistung und je 485 Newtonmeter Drehmoment. Elf Lithium-Ionen-Batteriepakete mit einer Ladekapazität von insgesamt 240 kWh versorgen die E-Maschinen mit elektrischer Energie. Bis zu 200 Kilometer Reichweite sollen damit möglich werden. Die Batteriepakete der neuen Modellvariante versorgen nicht nur den Antriebsstrang mit Energie, sondern das gesamte Fahrzeug samt Nebenaggregaten. Die Ladedauer beträgt je nach Ladeleistung des Ladesystems drei bis elf Stunden. Die Vorserie läuft bereits: zehn Fahrzeuge gehen schon in den kommenden Wochen an ausgewählte Kunden in Deutschland und in der Schweiz (Stand: Februar 2018); dort sollen sie zunächst einmal auf ihre Alltagstauglichkeit hin getestet werden. Im Jahr 2021 sollen die Vorbereitungen zur Hauptserienproduktion abgeschlossen werden; dann soll die Elektro-Variante auf den Markt kommen. Bei deren Hineinführung in die Serie soll auf die Ergebnisse, die man mit der Konzeptstudie „Mercedes-Benz Urban eTruck“ erzielt hat, zurückgegriffen werden. | | 2018-02 |
| Mercedes-Benz eCitan (zweite Baureihe) (Hochdachkombi/Kastenwagen)                                                          | Daimler                                  | Voraussichtlich mit der kommenden Baureihe des Modells soll auch eine batterieelektrische Variante des Mercedes-Benz Citan auf den Markt kommen. Das Modell entsteht im Kooperationsverbund mit der Renault-Nissan-Mitsubishi-Allianz. Künftig soll die Baureihe des Citan noch deutlicher als bislang als Mercedes-Benz erkennbar sein. Voraussichtlich ab dem ersten Halbjahr des Jahres 2022 sollen die verschiedenen Ausführungsvarianten auf den Markt kommen. Relevant sind hier aller Voraussicht nach in erster Linie: der „Mercedes-Benz eCitan Tourer“, ein rundum verglaster Hochdachkombi mit getönten Scheiben, batterieelektrischem Antrieb, überwiegend für Gewerbekunden konzipiert, eine Ausführungsvariante, die oft in Taxiunternehmen zum Einsatz kommen, aber auch als Shuttle bei Hotels für den Transport von Gästen seinen Dienst tun soll. Des Weiteren der „Mercedes-Benz eCitan Kastenwagen“, eine Ausführungsvariante, die in der Regel als Kastenwagen mit batterieelektrischem Antrieb, überwiegend für Gewerbekunden bestimmt ist, in der Regel bei Zustellern oder bei Handwerkern oder anderen Gewerbetreibenden mehr zum Einsatz kommen soll. | | 2020-12 |
| Mercedes-Benz EQG ?? (zweite Baureihe) (Offroader)                                                                          | Daimler                                  | Daimler-Chef Ola Källenius, der zurzeit den Umbau des Daimler-Konzern hin zu Elektrofahrzeugen und zur Elektromobilität vorantreibt, hat sich jüngst zum Erhalt, zur Weiterführung der G-Klasse bekannt und hat angekündigt, eine batterieelektrisch angetriebene Variante davon auf den Markt bringen zu wollen. Von Konzernseite ist dies auch bestätigt worden. Voraussichtlich 2023 oder 2024 könnte dies dann Realität werden. Nach dem bisher bei Daimler verwendeten Elektrovarianten-Benennungsschema müsste dieses Modell dann „Mercedes-Benz EQG“ genannt werden. Ob das Modell dann tatsächlich so heißen wird, bleibt abzuwarten. | | 2019-12 |
| Nikola Tre BEV (Sattelschlepper)                                                                                            | Nikola Corporation und IVECO             | Nach den ganzen Querelen um Nikola Corporation im Spätsommer und im Herbst 2020, verbunden mit der Rücknahme einiger weniger Wasserstoff-basierender Antriebsprojekte, scheint sich die Lage für die Nikola-Verantwortlichen wieder aufzuhellen: aus einem Kooperationsprojekt über die Entwicklung und Vermarktung von batterieelektrisch angetriebenen Sattelschleppern gemeinsam mit dem Lastwagenhersteller IVECO, das seit 2018 läuft, sind (im Rahmen einer Vorserie?) im Dezember 2020 erste Trucks aus dem IVECO-Produktionswerk in Ulm zum Testen und zur Validierung bei Nikola Corporation in den USA eingetroffen. Der „Nikola Tre BEV“ soll ab 2021 in Ulm in die Hauptserienproduktion gehen. Anschließend soll das Modell für die Anteilseigner von Nikola Corporation, darunter für CNH Industrial, den niederländisch-italienischen Mutterkonzern von IVECO (der neben anderen Investoren anteilig in Nikola Corporation investiert hat), in Europa vermarktet werden. | | 2020-12 |
| Aptis | NTL, Alstom                              | Alstom und NTL (Tochter von Alstom) haben in Duppigheim im Osten Frankreichs den Prototyp eines neuen Busses präsentiert. Nach Planungen soll das neue Modell ab April 2017 in und um Paris herum getestet werden. | | 2017-03 |
| Opel Combo-e Cargo BEV (fünfte Baureihe) (Kastenwagen)                                                                      | Stellantis                               | Spätestens 2021, eventuell schon vorher, soll der Kastenwagen Opel Combo-e Cargo gemäß Planungen zu den bestehenden Antriebsvarianten noch eine batterieelektrisch angetriebene Variante hinzubekommen. Dies hat Opel-Chef Michael Lohscheller zu verstehen gegeben. | | 2019-11 |
| Opel Movano-e BEV (dritte Baureihe) (Großer Transporter)                                                                    | Stellantis                               | Planungen zufolge sollen die batterieelektrische Variante eines größeren Transporters auch unter der Marke Opel im Jahr 2021 auf den Markt kommen. In unterschiedlichen Konfigurationen ergibt sich ein zulässiges Gesamtgewicht von maximal 4,5 Tonnen bei diesem Modell und ein Ladevolumen von bis zu 17 m³. Das vorliegende Modell dürfte sich als Schwestermodell des „Peugeot e-Boxer“ in die Modellvielfalt des PSA-Konzerns einreihen. | | 2020-09 |
| Peugeot e-Boxer Electric BEV (Großer Transporter)                                                                           | Stellantis                               | Aller Voraussicht nach wird dieses Modell außer den bereits erhältlichen Verbrennerantriebsvarianten Ende des Jahres 2020 noch eine batterieelektrische Variante hinzubekommen. Dies ist mittlerweile bestätigt worden: im vierten Quartal des Jahres 2020 soll der europäische Marktstart des Modells liegen. Fünf ausgewählte Kombinationen aus vier Längen und drei Höhen bilden zusammengenommen die fünf auswählbaren Größen des Modells. Die E-Antriebsmaschine leistet maximal 90 kW, also 122,4 PS. Die Höchstgeschwindigkeit liegt bei 110 km/h und bei 90 km/h bei der 4-Tonnen-Variante. Während die zwei Längen L1 und L2 eine Batterie mit einer Kapazität von 37 kWh bekommen, wird es die Längen L3 und L4 mit einer 70-kWh-Batterie geben. Ist die Traktionsbatterie leer, kann diese an einer AC-Lademöglichkeit innerhalb von fünf Stunden (im Falle der 37-kWh-Variante) oder sieben Stunden (im Falle der 70-kWh-Variante) aufgeladen werden. Alternativ kann die Traktionsbatterie auch mit Gleichstrom (CCS-DC) geladen werden. In diesem Fall benötigen die beiden Traktionsbatterie-Varianten eine Stunde (im Falle der 37-kWh-Variante) beziehungsweise zwei Stunden (im Falle der 70-kWh-Variante) zum Wiederaufgeladenwerden auf 80 Prozent des maximalen Ladeniveaus an einer Ladestation mit 50 kW Ladeleistung. Die rein elektrisch angetriebene Version des Boxer bietet mit bis zu 1.890 kg die gleiche Nutzlast wie der Verbrenner – die maximale Nutzlast gilt bei komplett leerem Chassis. Dasselbe gilt für das Ladevolumen mit 8 bis 17 Kubikmetern. | | 2020-08 |
| Peugeot e-Partner BEV (dritte Baureihe) (Kastenwagen)                                                                       | Stellantis                               | Aller Voraussicht nach wird dieses Modell außer den bereits erhältlichen Verbrennerantriebsvarianten 2021 noch eine batterieelektrische Variante hinzubekommen. | | 2021-01 |
| Peterbilt 220EV | PACCAR Group                             | Diese Modellvariante befindet sich in Vorbereitung. Zunächst sollen einige Vorserienexemplare dieser batterieelektrisch angetriebenen Variante bei ausgewählten Kunden in die Erprobung gehen. Mit der Hauptserienproduktion dieser Elektrovariante ist nicht vor 2020 zu rechnen. | | 2019-01 |
| Peterbilt 520EV | PACCAR Group                             | Diese Modellvariante befindet sich in Vorbereitung. Zunächst sollen einige Vorserienexemplare dieser batterieelektrisch angetriebenen Variante bei ausgewählten Kunden in die Erprobung gehen. Mit der Hauptserienproduktion dieser Elektrovariante ist nicht vor 2020 zu rechnen. | | 2019-01 |
| Peterbilt 579EV | PACCAR Group                             | Diese Modellvariante befindet sich in Vorbereitung. Zunächst sollen einige Vorserienexemplare dieser batterieelektrisch angetriebenen Variante bei ausgewählten Kunden in die Erprobung gehen. Mit der Hauptserienproduktion dieser Elektrovariante ist nicht vor 2020 zu rechnen. | | 2019-01 |
| Renault D-Truck Z.E. | Volvo                                    | Nach Planungen soll die Markteinführung des Modells, eines 16-Tonners, im Jahr 2019 stattfinden. Der Radstand des Modells soll 4,4 und 5,3 Meter betragen. Die Spitzenmotorleistung des einmotorigen batterieelektrischen Antriebs beträgt 185 kW bei einem Maximaldrehmoment von 425 Newtonmetern und soll mit Traktionsbatterien von 200 bis 300 kWh kombiniert werden, wodurch reale Reichweiten von bis zu 300 Kilometern zustande kommen sollen. Mit 150 kW Gleichstromladeleistung via CCSCombo-Ladestecker soll das Akkusystem, das die Traktionsbatterie beinhaltet, in ein bis zwei Stunden vollständig aufgeladen werden. | Für die vollelektrischen Lastwagen wird eine Produktionslinie im Renault-Trucks-Werk in Blainville-sur-Orne in der Normandie eingerichtet. | 2018-06 |
| Renault D-Truck Wide Z.E.                                                                                                   | Volvo                                    | Nach Planungen soll die Markteinführung des Modells, eines 26,5-Tonners, im Jahr 2019 stattfinden. Das Modell soll mit einem zweimotorigen batterieelektrischen Antrieb mit einer Gesamt-Spitzenmotorleistung von 370 kW ausgestattet werden und, mit einem Traktionsbatteriepaket von 200 kWh Ladekapazität kombiniert, 200 Kilometer reale Reichweite erhalten. Das Maximaldrehmoment (beider Motoren zusammen) soll 850 Newtonmeter betragen. Mit 150 kW Gleichstromladeleistung via CCSCombo-Ladestecker soll das Akkusystem, das die Traktionsbatterie beinhaltet, in ein bis zwei Stunden vollständig aufgeladen werden. | Für die vollelektrischen Lastwagen wird eine Produktionslinie im Renault-Trucks-Werk in Blainville-sur-Orne in der Normandie eingerichtet. | 2018-06 |
| Renault Express Z.E. (rundum verglaster Hochdachkombi mit getönten Scheiben) (dritte Baureihe)                              | Renault-Nissan-Mitsubishi                | Im Jahr 2021 wollen die Verantwortlichen von Renault einen batterieelektrisch angetriebenen, rundum verglasten Hochdachkombi mit getönten Scheiben namens „Renault Express Z.E.“ auf den Markt bringen. Einzelheiten dazu werden sicherlich noch mitgeteilt. | | 2020-12 |
| Renault Kangoo Van Z.E. (Kastenwagen) (dritte Baureihe)                                                                     | Renault-Nissan-Mitsubishi                | Im Jahr 2021 wollen die Verantwortlichen von Renault einen batterieelektrisch angetriebenen Kastenwagen namens „Renault Kangoo Van Z.E.“ auf den Markt bringen. Eventuell wird das Modell andernorts auch als „Renault Kangoo Rapid Z.E.“ bezeichnet werden. Einzelheiten dazu werden sicherlich noch mitgeteilt. Prototypentests sind bereits im Gange. | | 2020-12 |
| Rivian R1T (Pickup) | Rivian Automotive                        | Ende November 2018 ist eine Vorstudie zu diesem Modell, einem knapp fünfeinhalb Meter langen, 2,7 Tonnen schweren, fünfsitzigen Pickup, auf der Los Angeles Auto Show der Öffentlichkeit präsentiert worden. 2020 soll dieser in Serienproduktion gehen. Das Modell soll zunächst in drei Abstufungen zu bekommen sein, was die Ladekapazität der Traktionsbatterie angeht: nämlich mit 105, 133 oder 180 kWh. Die Verantwortlichen des Unternehmens, einem Start-up aus den USA, kauften 2017 ein Ex-Mitsubishi-Produktionswerk im US-Bundesstaat Illinois, das nun dem Hersteller-Neuling gehört. Außer an diesem Werksstandort unterhält Rivian Automotive noch Niederlassungen an vier weiteren Standorten. | | 2019-01 |
| Rogue Rovers ATF | Rogue Rovers                             | Der Prototyp des Modells wird derzeit getestet. Nach Planungen soll das Modell im Jahr 2015[veraltet] in den amerikanischen Markt eingeführt werden. | | 2014-12 |
| Saf-T Liner C2 Jouley BEV (amerikanischer Schulbus)                                                                         | Daimler                                  | Der seit Herbst 2017 erprobte, hauptsächlich für den nordamerikanischen Kontinent bestimmte, batterieelektrisch angetriebene Schulbus kann 81 Schulkinder befördern und soll 2019 auf den Markt gebracht werden. Das Modell wird vom Daimler-Tochterunternehmen Thomas Built Buses hergestellt. Die praktische Reichweite beträgt rund 100 Kilometer. | | 2018-06 |
| Scania Citywide LF BEV | Volkswagen                               | Dieses Modell ist auf der Messe Busworld in Kortrijk/Belgien im Herbst 2017 der Öffentlichkeit präsentiert worden. Nach Planungen soll dieses Modell, ein batterieelektrisch angetriebener Niederflur-Nahverkehrsbus, noch vor 2020 auf den Markt gebracht werden. Auf der Busworld in Brüssel/Belgien im Herbst 2019 ist das Modell abermals präsentiert worden, in zum Teil weiterentwickelter Form. Ausgestattet mit einem ölgekühlten 300-kW-(407,9-PS)-Elektroantrieb, der von acht Traktionsbatterie-Sets mit elektrischer Energie gespeist wird, vier davon auf dem Dach und vier im Heck, soll dieser reale Reichweiten zwischen 80 und 150 Kilometern ermöglichen. Das mag auf den ersten Blick wenig erscheinen, doch gibt es als Option für das Busmodell einen Dachstromabnehmer, über den eine 300-kW-DC-Elektroschnellladung des Traktionsbatteriesystems realisiert werden kann. So könnten beispielsweise an den Endpunkt-Haltestellen einer ÖPNV-Verkehrsbuslinie die Dachstromabnehmer ausgefahren und die Batterien schnellgeladen werden, während der Fahrer eine kurze Pause macht. Mit einem solchen Betriebskonzept wäre eine kurze Reichweite der Batterien in der Praxis nicht hinderlich für einen Nahverkehrs-Linienbetrieb. Die Abfahrtszeiten an den Haltestellen der Buslinie müssen dann einem solchen Betriebskonzept entsprechend angepasst werden. Die Zahl der Busse, die auf einer Buslinie einzusetzen erforderlich ist, richtet sich nach der Frequenz, mit der die Haltestellen angefahren werden sollen, – unter Berücksichtigung des Mittelwerts der Fahrgeschwindigkeit, der Haltestellen-Haltezeiten, der Batterieladedauer/Busfahrerpause, des Streckenungemach-Zeitpuffers sowie der Länge der Fahrstrecke. | | 2019-11 |
| Tesla Cybertruck (Pickup)                                                                                                   | Tesla                                    | Am 21. November 2019 hat Tesla-Chef Elon Musk in einer Abendgala auf einem Areal nahe der Niederlassung seines Raumfahrtunternehmens SpaceX in Los Angeles den neuen Pickup von Tesla vorgestellt: „Cybertruck“ soll das neue Modell wohl heißen. Die Karosserie des 5,86 Meter langen, batterieelektrisch angetriebenen Pickups soll aus einer kaltgewalzten rostfreien Edelstahllegierung bestehen, die Fenster aus Panzerglas. Im Seitenprofil entspricht die Silhouette des Modells einem siebeneckigen Polygon, in das die Räder eingelassen sind. Ein solches Design war wohl von niemandem erwartet worden. Mit einem großen Hammer schlug Tesla-Chefdesigner Franz von Holzhausen gegen die Tür, die keinerlei Blessuren zeigte. Anschließend warf er eine Stahlkugel einmal, dann noch einmal gegen die Fensterfront, die zwar Risse zeigte, jedoch als Struktur zusammenblieb, nicht in Einzelstücke zerbarst. Das Heck besteht aus einer überdachten Pritsche, dessen Dachabdeckung vor- und zurückgefahren werden kann. Zu den Seiten hin lässt sich an der Pritsche nichts umklappen; die rückwärtige Pritschenberandung ist jedoch umklappbar. Die massige rückwärtige Klappe enthält eine ein- und ausfahrbare Rampe, vermutlich aus gehärtetem Stahl. Sie wurde zum Abschluss der Vorführung dafür verwendet, um ein Elektro-Quad auf die Pritsche zu fahren. In der Pritschenseitenwand rechts hinten auf der Innenseite befindet sich eine Ladebuchse, um das auf der Pritsche abgestellte Elektro-Quad mit elektrischer Ladung aus der Traktionsbatterie des Cybertrucks versorgen, sprich dieses laden zu können. Planungen zufolge soll die Einstiegsvariante und die mittlere Variante Ende 2021 in die Hauptserienproduktion gehen. Die Topvariante soll 2022 folgen. Eine Vorreservierung des Cybertrucks ist gegen eine Anzahlungsleistung von 100 US-$ bereits möglich. Die finale Konfigurierung durch den Kunden ebenso wie der Abschluss eines Kaufvertrags wird vermutlich 2021 möglich werden. Die Nutzlast soll rund 1590 Kilogramm betragen. Für Flexibilität sorgt eine verstellbare Luftfederung, die sich jeweils 10 Zentimeter heben oder senken lässt. Die Bodenfreiheit wird mit rund 40 Zentimeter angegeben. Im Innenraum gibt es Platz für sechs Personen und zusätzlichen Stauraum. Dem Fahrer und Beifahrer steht ein 17-Zoll-Display zur Verfügung. Ein Tacho-Rundinstrument sowie eine Blinkanzeige für das Abbiegen nach links oder rechts hinter dem Lenkrad wäre in puncto Verkehrssicherheit ein Gewinn, insbesondere bei Überholmanövern auf Autobahnen und Landstraßen, doch leider sucht man danach vergebens. Mit der Einstiegsvariante erhält der Käufer eine Reichweite von über 400 Kilometer, eine Anhängelast von über 3400 Kilogramm und eine Beschleunigung von 0–60 mph (0–97 km/h) in unter 6½ Sekunden. Mit der mittleren Variante gibt es Allradantrieb mit zwei E-Motoren, eine Reichweite von über 480 Kilometer, eine Anhängelast von über 4500 Kilogramm und eine Beschleunigung von 0–60 mph in unter 4½ Sekunden. Die Topvariante verfügt über drei Motoren, schafft mehr als 800 E-Kilometer am Stück, bietet eine Anhängelast von über 6350 Kilogramm und erledigt den Sprint bis 60 mph in unter 2,9 Sekunden. Der Cybertruck soll an V3-Superchargern geladen werden können, um selbst auf längeren Strecken mit Anhänger einigermaßen zügig voranzukommen. Die Anzahl an Vorreservierungen bezüglich des Modells, die teilweise zunächst im Raum gestanden haben, konnten jedoch nicht bestätigt werden. Aufgrund einer Vielzahl von Stornierungen soll sich die reale Zahl auf etwas über 200.000 belaufen. Für Europa wird längerfristig der Bau einer kleineren Version des Cybertrucks von Tesla-Chef Musk für „ziemlich wahrscheinlich“ gehalten. | Nach Planungen soll das Modell in Austin im US-Bundesstaat Texas in Serie produziert werden.                                               | 2020-08 |
| Tesla ? (Gemeint ist hiermit ein noch namenloses Modell, das unter der Trivialbezeichnung „Semi“ kursiert.) (LKW-Sattelzug) | Tesla                                    | Am 16. November 2017 ist ein batterieelektrisch angetriebener LKW-Sattelzug durch Tesla-Chef Elon Musk nahe Los Angeles in einer Abend-Gala der Öffentlichkeit präsentiert worden. Musk sagte, der Sattelzug könne (hinsichtlich der Betriebskosten) rund 20 % billiger als ein vergleichbarer Diesel-Sattelzug betrieben werden, und mit einer Beschleunigung von 0 auf 100 km/h in ungefähr 5 Sekunden sei dieser schneller als viele Sportwagen. Auch Bordcomputer-gesteuerte Lkw-Kolonnenfahrten sowie Spurhaltetechnologie werde mit dem neuen Sattelzug realisierbar sein, so die von Musk mitgebrachte Videopräsentation. Es handelt sich um einen 40-Tonner. Ungefähr 2019 könnte man mit dem Anlauf der Serienproduktion des Modells rechnen, so lauteten die ursprünglichen Planungen von Tesla-Chef Elon Musk sinngemäß. Mit der Bekanntgabe der Quartalszahlen des ersten Quartals 2019 für Tesla, bei der rückläufige Absatzzahlen zu einigen Modellen durch Tesla-Chef Musk berichtet wurden, ist der Serienproduktionshochlauf zum Tesla Semi angesichts bestehender Probleme in anderen Unternehmensbereichen von 2019 auf 2020 nach hinten verschoben worden. Möglicherweise ist später eine weitere Verschiebung nach 2021 erfolgt. Ungefähr im Januar 2021 ließ Tesla-Chef Elon Musk durchblicken, er habe derzeit Probleme, ausreichend Traktionsbatteriezellen für eine praktikable Produktion des „Tesla Semi“ zu bekommen. Unterdessen laufen die Prototypentests zum „Tesla Semi“ weiter. | Nach Planungen soll das Modell in Austin im US-Bundesstaat Texas in Serie produziert werden.                                               | 2021-02 |
| Toyota Proace Electric BEV (Transporter)                                                                                    | Toyota (und Stellantis)                  | Planungen zufolge soll der „Toyota Proace“ auch batterieelektrisch angetrieben erhältlich werden. Die Markteinführung soll 2020/2021 erfolgen. | | 2021-01 |
| Toyota Proace City (Box Wagon) Electric BEV (Kastenwagen)                                                                   | Toyota (und Stellantis)                  | Planungen zufolge soll unter anderem das Kastenwagenmodell „Toyota Proace City (Box Wagon)“ auch eine batterieelektrisch angetriebene Variante erhalten. Die Markteinführung soll im Laufe des Jahres 2021 vonstatten gehen. | | 2021-01 |
| Ursus Elvi BEV | Ursus                                    | Nach Planungen soll das Modell, ein 3,5-Tonner mit Kastenaufsatz etwa Mitte des Jahres 2018 in die Hauptserienproduktion gehen, sofern es den Verantwortlichen gelingt, ein Gesamtpaket zu schnüren, das das Kriterium der Wirtschaftlichkeit erfüllt. Das Modell soll nach den Vorstellungen der Macher eine Reichweite von 150 Kilometern erhalten und etwa eine Tonne Zuladung gestatten. Ein Concept Car zu diesem Modell ist auf der Hannover-Messe Industrie im April 2017 in Hannover der Öffentlichkeit präsentiert worden. | | 2017-04 |
| VDL MidCity Electric | VDL Groep                                | Ein Elektrobusmodell für die Kleingruppenbeförderung will der niederländische Hersteller VDL Bus & Coach, Tochtergesellschaft der Industriegruppe VDL Groep, im Jahr 2018 auf den Markt bringen. | | 2017-08 |
| Voltia Bakery Vehicle 1 (Citroën Jumper-Umbau)                                                                              | Voltia                                   | Wie der Name des Modells andeutet, geht es dabei um einen batterieelektrisch angetriebenen Transporter, der in erster Linie auf die Bedürfnisse von Bäckereibetrieben zugeschnitten werden soll. Nach Planungen sollen erste Prototypen noch im Jahr 2017 gebaut werden. Der Fahrzeugumrüster Voltia aus Bratislava nimmt die Umbauarbeiten vor. Erste Auslieferungen an Kunden sind für das Frühjahr 2018 geplant. | | 2017-08 |
| Volvo FL Electric | Volvo Trucks                             | Planungen zufolge hat nun auch Volvo einen mittelschweren LKW, mit einem zulässigen Gesamtgewicht von wahlweise 16 bzw. 26,5 Tonnen, mit batterieelektrischem Antrieb in Vorbereitung. Der E-Motor liefert eine Antriebsleistung von 185 kW (248 PS) sowie 425 Newtonmeter Drehmoment für den 16-Tonner, des Weiteren 370 kW (496 PS) sowie 850 Newtonmeter Drehmoment für den 26,5-Tonner. Zwei bis sechs Lithium-Ionen-Batteriepakete stellen 100 bis 300 kWh an Traktionsbatterie-Ladekapazität bereit. Ein Wiederaufladen mit Gleichstromschnelllader dauert ein bis zwei Stunden; am Drehstromschnelllader über Nacht sind es zehn Stunden. Die Hauptserienproduktion soll im März 2020 in Gang gesetzt werden; erste Auslieferungen von Fahrzeugen sind für das Frühjahr 2020 angesetzt. | | 2019-11 |
| VW e-Delivery | Volkswagen                               | Die Volkswagen-Tochtergesellschaft Volkswagen Caminhões e Ônibus aus Brasilien plant, ab 2020 leichte LKWs, unter anderem auch mit batterieelektrischem Antrieb, zu bauen. Das Modell e-Delivery kommt mit einer Spitzenmotorleistung von 260 kW bei einem maximalen Drehmoment von 2150 Newtonmetern daher. Das Modell ist für den Einsatz in Schwellenländern bestimmt. | | 2018-10 |
| VW I.D. Buzz Cargo | Volkswagen                               | Der VW I.D. Buzz Cargo ist ein batterieelektrisch angetriebener Transporter, dessen Design an das ikonische Aussehen des VW T1 angelehnt ist, dessen Gestalt jedoch von VW-Designer Klaus Bischoff in die Designsprache der heutigen Zeit übertragen worden ist. Zugleich handelt es sich bei dem Modell um einen Zwilling zum Minibus „VW I.D. Buzz“, wobei beide Modelle ungefähr 2021/2022 auf dem Markt erwartet werden. Der 5,04 Meter lange Transporter mit einem Radstand von 3,3 Metern soll für WLTP-Reichweiten zwischen 330 und 500 Kilometern gut sein. Dies ist weit mehr als das, was sonstige Transporter, die für den regionalen Verteilerverkehr ausgelegt sind, üblicherweise so zu bieten haben. Das Geheimnis dessen liegt in dem MEB-Fahrgestell, das von Volkswagen eigens für den Elektrofahrzeugbau entwickelt worden ist und das auf die Erfordernisse von Elektroantrieben extra zugeschnitten ist. Im Fahrgestell untergebracht werden sollen Traktionsbatterien mit Ladekapazitäten zwischen 48 und 111 kWh. Das ist in vielen Fällen mehr als das, was die meisten traditionellen umgebauten Verbrenner-Fahrgestelle an Batterie-Ladekapazität aufnehmen können. Auch eine Schnellladefunktion ist vorgesehen. Dadurch lässt sich dieser Transporter auch auf längeren Strecken vergleichsweise gut einsetzen. Zur Auswahl stehen vermutlich die gleichen Motorleistungen, die auch beim „VW I.D. Buzz“ zum Einsatz kommen sollen: ein einmotoriger Elektroantrieb mit 150 kW/204 PS oder ein zweimotoriger Elektro-Allradantrieb mit 275 kW/374 PS Motorleistung. Vielleicht werden auch noch andere Motorleistungen angeboten. Die maximale Fahrzeug-Zuladung beträgt 800 Kilogramm. Ein Head-up-Display, autonome Fahrfähigkeiten, ein großzügiges Infotainment-System sowie reichlich Platz runden das Gesamtpaket ab. | | 2018-10 |
| VW Volksbus e-Flex | Volkswagen                               | Bei der Volkswagen-Tochtergesellschaft Volkswagen Caminhões e Ônibus aus Brasilien soll der „Volksbus“ – so lautet die Bezeichnung eines bestimmten Busmodells von Volkswagen in Südamerika – auch mit batterieelektrischem Antrieb gebaut werden. Zu diesem Zweck soll als Baukastenmodul eine flexible Fahrgestellarchitektur namens „e-Flex“ zur Basiskomponente für die Elektrifizierung künftiger Verteiler-Lkws und Stadtbusse der Marken von „Volkswagen Truck & Bus“ werden. Auch andere Hersteller wie etwa der amerikanische Volkswagen-Partner Navistar werden dieses Modul in einige ihrer Modelle integrieren, so die Planungen. Prototypen vom batterieelektrisch angetriebenen Volksbus gibt es bereits. Da der Konkurrent BYD auf dem südamerikanischen Markt seine batterieelektrisch angetriebenen Busmodelle bereits anbietet, ist mit einer baldigen Markteinführung des Volksbus e-Flex dort zu rechnen. | | 2018-10 |
| Workhorse N-Gen-1000 BEV | Workhorse                                | Am 28. März 2018 soll das Modell, ein batterieelektrisch angetriebener Lieferwagen, in der Stadthalle von San Francisco der Öffentlichkeit vorgestellt worden sein. Das Modell ist allradgetrieben und besitzt eine Reichweite von 161 Kilometern (100 Meilen) (vermutlich gemäß EPA-Testfahrzyklus ??). Mittlerweile ist die Serienproduktion des Modells angelaufen (Stand Oktober 2018). Erste Auslieferungen soll es 2019 geben. | | 2018-11 |
| XinLongma Keyton M70 EV (= XinLongma Qaiteng M70 EV)                                                                        | Fujian XinLongma Car Company             | Der serienreife Prototyp liegt bereits vor und wird zurzeit getestet. Ende November 2014[veraltet] soll das Modell auf der „Guangzhou Auto Show“ der Öffentlichkeit präsentiert werden. Nach Planungen soll das Modell in den ersten Monaten des Jahres 2015[veraltet] in den chinesischen Markt eingeführt werden. | | 2014-11 |

## Elektro-Nutzfahrzeug-Prototypen, -Testfahrzeuge, -Konzeptvehikel
Folgende Nutzfahrzeuge existieren nur als Konzept-Nutzfahrzeuge, Prototypen oder Testfahrzeuge.
| - AAA-Industries 3ai Moduleo - AAA-Industries Taxicol - AKKA link&go 2.0 - Ashok Leyland Boss BEV - Ashok Leyland Dost BEV - Ashok Leyland Versa BEV - Atieva Edna EV - Atticus 4P - ATW Trans E Sherpa - BOmobil - Cummins AEOS - Dongfeng Succe EV (auch „Shuaike“ genannt) - Duracar QUICC! DiVa - Energetique maxEV (VW-Caddy-Maxi-Umbau) - Hako Multicar FUMO E-1 | - Hino EV Truck - Hino Poncho Mini concept - Horlacher Saxi - Hymer Teamo e-cargo-van - i-Tec Arnold - John Deere SESAM - Kewet CityVan - Kreisel Electric Caddy (VW-Caddy-Umbau) - Kreisel Electric G-Klasse (Mercedes-Benz G-Klasse-Umbau) - Kreisel Electric Sprinter (Mercedes-Benz Sprinter-Umbau) - MAN Lion's City BEV Concept - MAN TGS BEV Concept - Mercedes-Benz Vision Van Concept - Mitsubishi i-MiEV Cargo concept - NASA MRV | - Opel Vivaro e-Concept - Phiamo Electric City Van - Phoenix Motorcars SUT - Poly-Lab Kulan - Renault Kangoo Z.E. Pick-up - Rinspeed microMAX - Superbus S3 Long-Car - Suzuki Every EV - Tata eMO-C EV - TOSA - UCCON - Venturi Antarctica - Volkswagen Sedric - VW Caddy blue-e-motion - VW e-Co-Motion - VW eT! |  |

## Flotten-Elektro-Nutzfahrzeugmodelle
Carsharingflottenmodelle, Dienstwagenflottenmodelle von Behörden, Universitätscampusflottenmodelle, Mietfahrzeugmodelle ohne Kaufoption und dergleichen, die allesamt nicht für den Handel bestimmt sind:
- SFL ELI[332]

## Liste selbstfahrender elektrischer Nutzfahrzeuge
Die selbstfahrenden Nutzfahrzeuge fallen begrifflich in die Kategorie des selbstfahrenden Kraftfahrzeugs.

### Derzeit in Produktion befindliche, im Handel erhältliche selbstfahrende elektrische Nutzfahrzeuge
Folgende Modelle befinden sich gegenwärtig in Serienproduktion und auf dem Markt:
- Navya
  - Modell Navya Arma

### Modelle selbstfahrender elektrischer Nutzfahrzeuge in Entwicklung oder mit anlaufender Produktion
Folgende Modelle befinden sich gegenwärtig in der Entwicklung, oder deren Produktion ist zurzeit im Anlaufen begriffen:
| Name                 | Hersteller    | Produktionsbeginn | Stückzahlen | Stand   |
| -------------------- | ------------- | --- | ----------- | ------- |
| Ligier EasyMile EZ10 | Groupe Ligier | Das Modell, ein fahrerloser autonom fahrender Kleinbus, befindet sich derzeit in der Erprobung. |             | 2016-08 |
| Local Motors Olli    | Local Motors  | Nach Planungen soll der fahrerlose, für 12 Fahrgäste ausgelegte, sich autonom bewegende Kleinbus in der kommenden Zeit in den Städten Miami, Las Vegas und Berlin ebenso wie am Hersteller-Produktionsstandort National Harbour im US-Bundesstaat Maryland erprobt werden. Darüber hinaus steht der Erwerb von Typgenehmigungen für den amerikanischen und für den deutschen Straßenverkehr wohl noch an. |             | 2016-07 |

### Selbstfahrende Elektro-Nutzfahrzeug-Prototypen, -Testfahrzeuge, -Konzeptvehikel
Folgende Nutzfahrzeuge existieren nur als selbstfahrende Konzept-Nutzfahrzeuge, Prototypen oder Testfahrzeuge.
| - Einride T-Pod |

## Nur noch gebraucht erhältliche, in Serienproduktion hergestellte Elektro-Nutzfahrzeuge

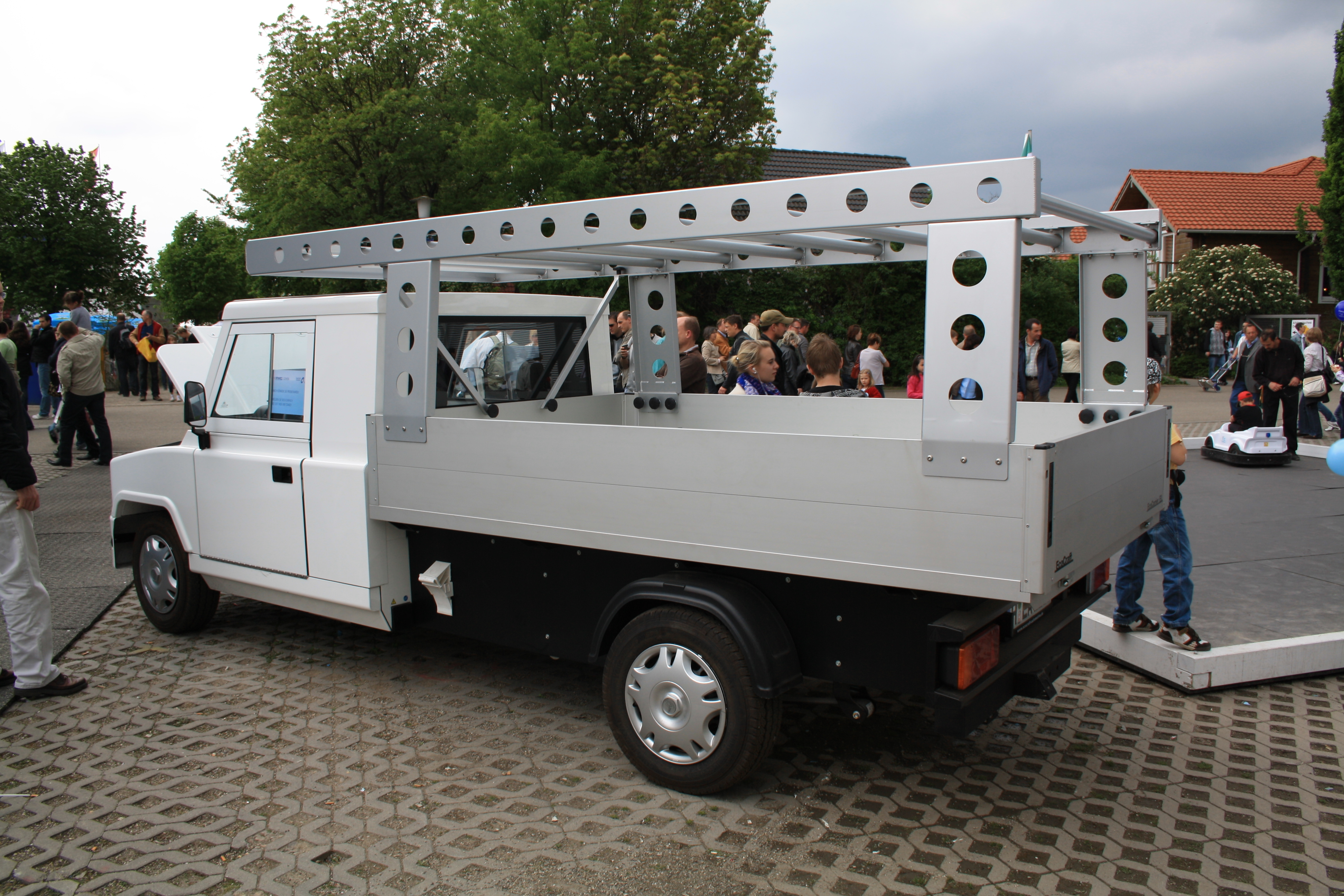
Eco Carrier EL von EcoCraft Automotive, Ladekapazität 4 Euro-Paletten auf der Pritsche

Weltweit sind oder waren folgende nicht mehr gebauten Elektro-Nutzfahrzeuge erhältlich:
| Automarke | Anzahl der gebauten Exemplare |
| --- | ----------------------------- |
| Chevrolet S-10 EV | über 100                      |
| Colenta Transporter | 200                           |
| Ford Ranger EV (1998–2002) | 1.500                         |
| Toyota RAV4 EV (1998–2003) | 1.575                         |
| AnKai HFF6120G03EV |                               |
| AnKai HFF6127K46EV |                               |
| Balqon Nautilus E20 |                               |
| Balqon Nautilus E30 |                               |
| Boulder Electric Vehicle DV-500 (?–Oktober 2014) |                               |
| Boulder Electric Vehicle DV-1000 ? (?–Oktober 2014) |                               |
| Changhe CoolCar A All-Electric |                               |
| Changhe Furuida Mini Van All-Electric |                               |
| Changhe Furuida Single Mini Truck All-Electric |                               |
| Changhe Furuida Double Mini Truck All-Electric |                               |
| Chrysler TEVan (1993–1995) |                               |
| EcoCraft Eco Carrier EL |                               |
| EcoCraft Eco Carrier ES |                               |
| EFFEDI ElettrOne TS 28 |                               |
| e-Wolf Delta-2 (Nissan NV200 Bus-Umbau) |                               |
| e-Wolf Omega 0.7 (Nissan NV200 Kastenwagen-Umbau) |                               |
| e-Wolf Omega 1.3 (Jonway XL-Umbau) |                               |
| e-Wolf Omega 1.4 (Nissan Cabstar 3,5t-Umbau) |                               |
| e-Wolf Omega-Mini |                               |
| FAAM Jolly 600 |                               |
| FAAM Jolly 1200 |                               |
| Fulu FL5KW-ZH-1 |                               |
| IndiMO Cobra E1 P Elektro (deutsche Version des chinesischen Fulu FL5KW-ZH-1)                                                                                              |                               |
| IndiMO IMO Pickup |                               |
| MES-DEA Fiat Fiorino III / Qubo Elettrica |                               |
| mia electric mia U |                               |
| * Mercedes-Benz Vito E-Cell (Baureihe 639) (August 2010, dann April 2011–Juli 2014)                                                                                        |                               |
| Micro-Vett Scudo Electric (Fiat Scudo-Umbau) |                               |
| Mitsubishi Fuso Canter 3S13 E-Cell |                               |
| Modec ZEV |                               |
| Pfander EKB 1000 |                               |
| Pfander EKB 1001 |                               |
| Pfander EKB 1002 |                               |
| Pfander EKB 1010 |                               |
| Smith Electric Vehicles Ampere (Ford Transit Connect-Umbau) |                               |
| Smith Electric Vehicles Faraday |                               |
| Smith Electric Vehicles ST Range |                               |
| StreetScooter Work Modellreihe (wird nicht mehr gebaut. Die Streetscooter Engineering GmbH heißt jetzt B-ON GmbH und produziert diese weiter, siehe oben unter Punkt B-ON) |                               |
| Tatra Beta |                               |
| Tecnobus Pantheon |                               |
| Zhongtong LCK6128EV |                               |